# Jozef Tiso
Jozef Tiso (13. října 1887 Veľká Bytča – 18. dubna 1947 Bratislava) byl římskokatolický kněz, československý a slovenský politik, člen Hlinkovy slovenské ľudové strany, ministr československých vlád a předseda vlády autonomních vlád Slovenska i vlády slovenského státu. V letech 1939–1945 prezident Slovenského státu. Po válce byl československým Národním soudem odsouzen k smrti za vlastizradu (rozbití republiky), spolupráci s nacistickým Německem, nastolení fašistického režimu na Slovensku, maření příprav Slovenského národního povstání, pozvání německých vojsk a zločiny spáchané po potlačení povstání, deportace českých občanů a perzekuce odpůrců režimu, pronásledování a deportace slovenských Židů (tj. zločiny proti lidskosti).
Vystudoval teologii ve Vídni v roce 1910 a téhož roku byl vysvěcen na kněze. Později vedl teologický seminář v Nitře, kde také učil na gymnáziu. V roce 1924 se stal děkanem a farářem v Bánovcích nad Bebravou.
Od roku 1925 byl poslancem HSĽS v československém parlamentu, v letech 1927–1929 zastával funkci československého ministra zdravotnictví a tělesné výchovy. V roce 1938 se stal de facto následovníkem zesnulého předsedy strany Andreje Hlinky a také předsedou vlády autonomního Slovenska. Od 14. března do 26. října 1939 byl předsedou vlády a od 26. října 1939 do 8. května 1945 prezidentem Slovenské republiky, satelitního státu nacistického Německa. Po zvolení za prezidenta a zvláště po Salcburských jednáních v létě 1940 ztratil část politické moci v důsledku posílení fašistického předsedy vlády Vojtecha Tuky. Po vnitropolitickém mocenském zápasu se Tisovi 23. října 1942 povedlo oslabit konkurenční politické křídlo a nastolit prezidentskou diktaturu. Od října 1942 do dubna 1945 měl Tiso oficiální titul Vodca a prezident. Za Tisova prezidentování bylo v roce 1942 ze Slovenska deportováno asi 58 000 Židů do německých vyhlazovacích táborů. Po vypuknutí povstání souhlasil s vysláním německých vojenských jednotek na zákrok proti povstalcům. Po skončení druhé světové války byl zatčen americkými jednotkami v bavorském Altöttingu a vydán do Československa. V Bratislavě byl pak odsouzen Národním soudem za vlastizradu k smrti a 18. dubna 1947 byl oběšen.
Jozef Tiso prosazoval autoritativní a silně katolický stavovský stát. Slováky viděl jako národ, který se má stát nositelem čistého slovanství pod vedením centrální politické strany. Usiloval o vyloučení Židů z hospodářského a kulturního života Slováků a perzekuci slovenských Židů během Slovenského státu označil opakovaně za křesťanskou.
Slovenská společnost je ve vztahu k Tisovi rozdělena. V katolicko-konzervativních a nacionalistických kruzích je oceňován jako hrdina a zakladatel slovenské státnosti. Existovaly snahy o prohlášení Jozefa Tisa za blahoslaveného. Část společnosti včetně historiků SAV mu přisuzuje spoluodpovědnost za perzekuci slovenských Židů, rozbití Československa a zavlečení Slovenska do války s Polskem, Sovětským svazem a formálně i západními spojenci.

## Život

### Studia

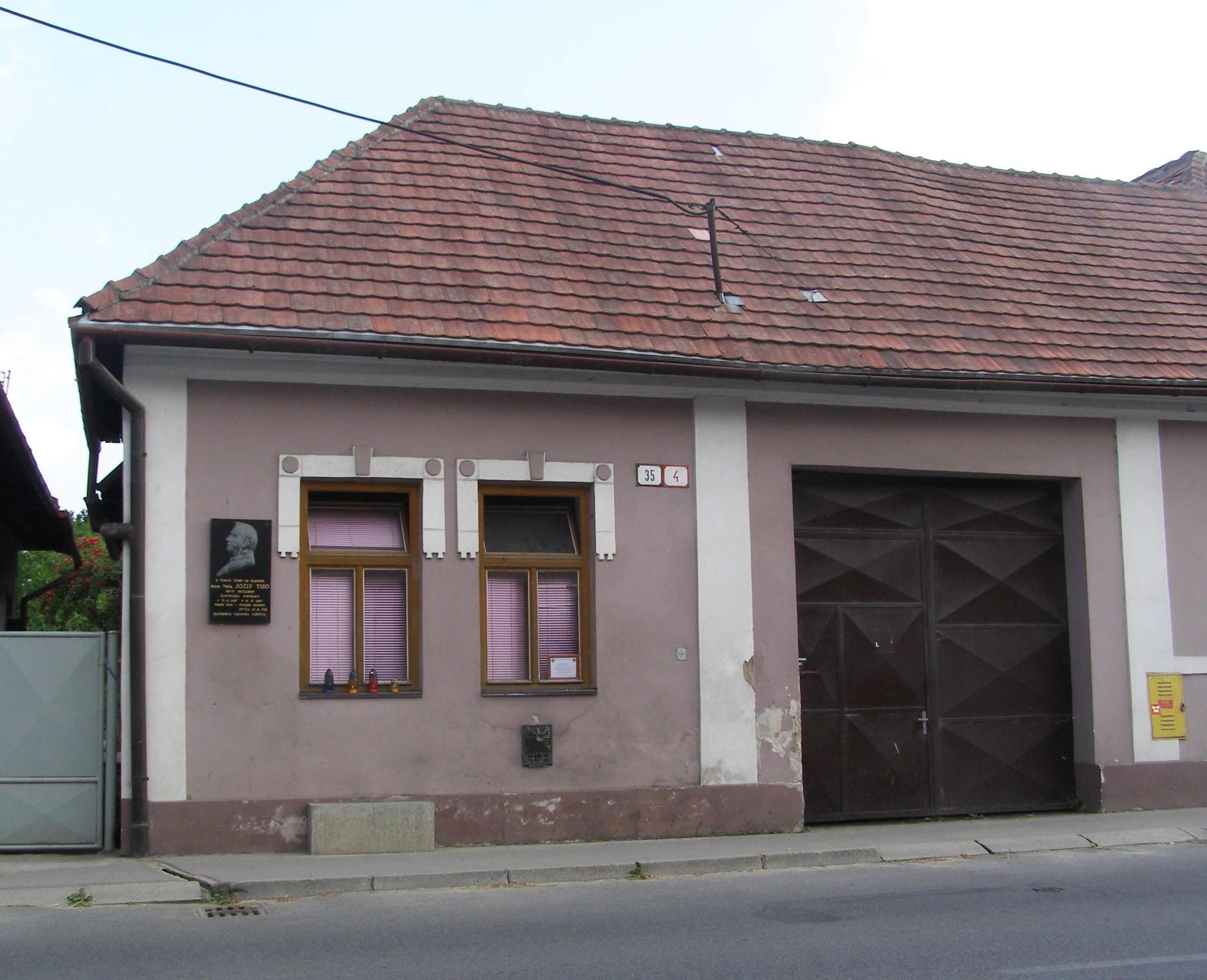
Rodný dům Josefa Tisa ve Veľké Bytči

Narodil se 13. října 1887 ve městě Veľká Bytča v rodině řezníka Jozefa Tisa a Terézie roz. Budíškové jako druhé ze sedmi dětí. Lidovou školu vystudoval ve Velké Bytči. Jednalo se o trojjazyčnou maďarsko-slovensko-německou katolickou školu. Nižší třídy gymnázia studoval na gymnáziu v Žilině. Potom pokračoval v nitranském semináři a tamním piaristickém gymnáziu, kde dokončil středoškolské studium. Posléze jej jako zvláště nadaného poslal biskup na univerzitu do Vídně (Collegium Pazmáneum založené biskupem Petrem Pazmáněm, určené pro obzvlášť talentované a perspektivní adepty kněžské dráhy). Zde absolvoval teologii v roce 1910 a téhož roku jej Augustín Fischer-Colbrie vysvětil na kněze. V roce 1911 získal doktorát z teologie.

### Knězem, kariéra v církvi
Svou první mši (primice byly na slovenských vsích velkou slavností) sloužil ve svém rodišti. Později pracoval jako kněz na několika místech (Oščadnica, Rajec, Bánovce nad Bebravou), vyučoval slovenštinu, pracoval v oblasti kultury a pomáhal při vytváření a organizaci činnosti hospodářských spolků pro chudé obyvatelstvo. Před první světovou válkou se stal členem Katolické lidové strany, která se zasazovala o řešení národnostních otázek a zachování křesťanského charakteru společnosti.
Na začátku 1. světové války sloužil jako vojenský kaplan (polní kurát) Trenčínského pluku a nasazen na ruskou frontu v Haliči. Na podzim 1914 byl převelen do Mariboru, kde se dostal do kontaktu se slovinským národním hnutím a spřátelil se s jedním z jeho vedoucích představitelů, katolickým knězem Antonem Korošcem. V říjnu onemocněl těžkým zápalem ledvin a byl odeslán na léčení do Trenčanských Teplic. 15. ledna 1915 byl přechodně určen za duchovního v posádkové nemocnici v Komárně. Vzhledem k jeho zdravotnímu stavu však byla nařízena nová zdravotní prohlídka s cílem jeho propuštění. 16. února 1915 byl poslán na zdravotní dovolenou a následně propuštěn z vojenské služby.
V roce 1915 se stal ředitelem Teologického semináře v Nitře a učitelem na piaristickém gymnáziu tamtéž, později pak profesorem teologie. Během svého pobytu v Nitře hojně publikoval v místním maďarském tisku, především v Nyitramegyei Szemle (Obzor nitranské župy), kde v sérii článků popsal působení svého pluku na haličské frontě, popsal povinnosti polního kněze a publikoval úvahy o dopadech války na společnost a morálku. Dále zdůrazňoval důležitost vzdělání pro výchovu.
Od roku 1921 do roku 1924 – ve velmi mladém věku – byl biskupským tajemníkem Karola Kmeťka a učitelem v Bohosloveckém semináři v Nitře. Tiso měl v té době už názorově blízko k Hlinkovi, Kmeťko se v politických názorech blížil spíše Šrámkovi. Roku 1924 Tiso opustil vyšší církevní pozice v Nitře, stal se děkanem a farářem v Bánovcích nad Bebravou a začal se ještě aktivněji věnovat politice. Dokonce i v době zastávání funkce prezidenta 1. Slovenské republiky pokračoval Tiso ve své práci jako farář v této obci a byl jím až do roku 1945.

### Politická kariéra

#### Československo (1918–1938)

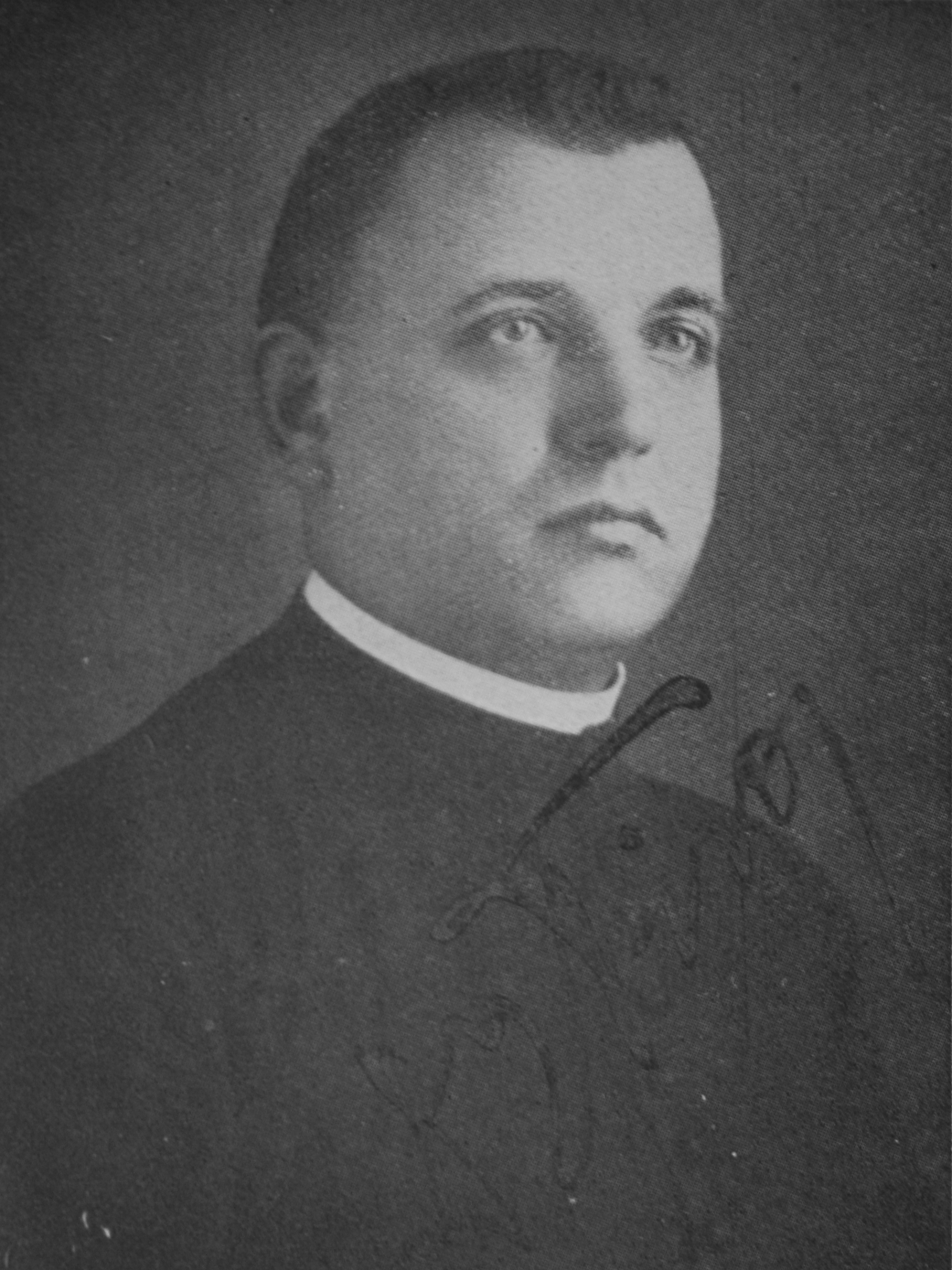
Tiso na fotografii okolo roku 1927.

Po převzetí správy Nitry Maďarskou národní radou v listopadu 1918 se v ní stal jedním ze čtyř slovenských zástupců. Po opuštění Nitry maďarskou posádkou byl jedním z členů delegace, která 9. prosince 1918 v blízkých Rišňovcích vyjednávala s českým (československým) vojskem o obsazení města. Na výzvu zastupitelství Nitry založil Slovenskou národní radu a stal se jejím tajemníkem. Nitranský župan jej záhy jmenoval členem správního výboru župy. V té době už Tiso byl řádným členem Hlinkou obnovené Slovenské ľudové strany (SĽS), později jedním z jejich vůdčích osobností. 19. prosince 1918 se zúčastnil zakládajícího shromáždění Slovenské ľudové strany a byl zvolen za člena výboru strany. V roce 1919 založil Tiso v Nitře místní pobočku SĽS, mládežnickou organizaci Orol a přispíval do stranického tisku. Patřil k hlavním stranickým ideologům a zastáncům slovenské autonomie. Jako publicista aktivně bojoval proti socialismu a v jeho článcích se objevovaly i první náznaky antisemitismu.
Do Poslanecké sněmovny Národního shromáždění republiky Československé kandidoval v roce 1920, ale nebyl zvolen. V roce 1923 byl Tiso odsouzen k peněžité pokutě a ke dvěma měsícům vězení za pobuřování lidu, jehož se měl dopustit na manifestaci v Bánovcích nad Bebravou v roce 1921. Ve vězení si odseděl čtrnáct dní. Po vykonání trestu byl církví přeložen z Nitry právě do Bánovců nad Bebravou, kde se stal po čase děkanem.
Poslancem se stal až ve volbách v roce 1925 a zůstal jím i po další volební období až do roku 1939. Při jednáních Národního shromáždění požadoval autonomii Slovenska a upozorňoval na samostatnost slovenského národa, zároveň byl ale zastáncem existence Československa.
Dne 12. října 1926 jmenoval Masaryk vládu občanské (nesocialistické) koalice, kde kromě československých občanských stran byly poprvé zastoupeny i strany německé. Ľuďáci vznik vlády podpořili, ale se vstupem do ní váhali s tím, že konečné rozhodnutí musí učinit Andrej Hlinka, který tehdy pobýval v USA. Konečně 8. listopadu vedení strany rozhodlo o vyslání svých zástupců do vlády. Dne 15. ledna 1927 tak Masaryk jmenoval Jozefa Tisa ministrem zdravotnictví a tělesné výchovy. Vstup do vlády zdůvodňoval Tiso tím, že vláda „panské koalice“ se silným zastoupením katolických stran bude autonomistické požadavky vnímat objektivněji než předchozí vlády s účastí socialistů. Předpokládal, že vstup do vlády vytváří možnost prosadit autonomii „cestou shora“ na rozdíl od dosud neúspěšné „cesty zdola“. Argumentoval, že požadavek autonomie není motivován snahou o odtržení Slovenska od republiky. Naopak autonomie měla ulehčit centrálním úřadům a zajistit lepší provádění předpisů. Tisovo působení ve vládě trvalo téměř tři roky, než se vládní koalice pod vlivem tzv. Tukovy aféry v říjnu 1929 rozpadla. V roce 1930 ho Hlinka jmenoval místopředsedou strany, jelikož hlavní Tisův stranický soupeř, Vojtech Tuka, byl tehdy ve vězení a dočasně ztratil ve straně vliv.
V projevu ve Sněmovně roku 1933 řekl, že kořeny hospodářské krize jsou také duchovního rázu a kromě státního rozpočtu odsoudil i ideologie liberalismu, socialismu a za jejich důsledek označil komunistický a fašistický teror, které též odsoudil. Naopak se přihlásil k papežské sociální encyklice Quadragesimo anno a ideji stavovského státu. V tomtéž roce 1933 se Tiso podílel také na protistátní provokaci při tzv. Pribinových slavnostech, kdy v Bánovcích nad Bebravou zorganizoval početnou skupinu radikálů, kteří církevní slavnost proměnili v protičeskoslovenskou provokaci.
Dne 14. prosince 1935 abdikoval prezident Masaryk a jako svého nástupce doporučil Edvarda Beneše. V jeho prospěch se výrazně angažoval i Vatikán a papežský nuncius Saverio Ritter. Proti stáli kromě agrárníků, národních demokratů, sudetoněmecké strany i ľuďáci. V rámci HSĽS vedl Tiso křídlo, které prosazovalo volbu Beneše. Nakonec docílil toho, že strana změnila názor a rozhodla se podpořit při prezidentské volbě Beneše. V důsledku toho změnili názor i agrárníci a při volbě 18. prosince tak pro Beneše hlasovalo 340 volitelů ze 440 platných hlasů. Beneš tak byl zvolen (i Tisovou zásluhou) takovým počtem hlasů, jaký Masaryk nikdy nezískal. Podle vzpomínek Karola Murína byl Tiso při podpoře Beneše veden snahou oslabit agrárníky.
| „            | Naši najsilnejší politickí protivníci na Slovensku boli agrárnici... Chcel som zabrániť, aby dve najdôležitejšie funkcie boli v rukách tej istej strany. To bol jediný dôvod, prečo som bol za Beneša. | “ |
| — Jozef Tiso | |   |

Podle Konštantína Čulena Tiso později považoval podporu Beneše spolu s podporou ústavy v roce 1920 a vstupem ľudové strany do vlády v roce 1927 za jeden ze tří svých největších politických omylů.
Beneš po svém zvolení jmenoval novou vládu pod předsednictvím Milana Hodži. 21. ledna 1936 začal Hodža vyjednávat s Jozefem Tisem a Martinem Sokolem o vstupu HSĽS do vlády. Podmínkou HSĽS bylo uzákonění autonomie. Vládní koalice s tímto bodem nesouhlasila, proto HSĽS 27. března 1936 vyjednávání přerušila.
Od září do listopadu 1937 pobýval Tiso na návštěvě u amerických Slováků. Pravděpodobně zde se přiklonil k federativnímu způsobu řešení slovenské otázky. Také Pittsburskou dohodu začal interpretovat v těchto souvislostech. Ve svém parlamentním projevu po návratu z USA uvedl, že by poměr Slovenska k Československu měl být stejný jaký je ve Spojených státech poměr jednotlivých států k federaci. Tiso v červnu 1938 varoval, že neřešení slovenské autonomie oslabuje Československo.[zdroj?]
Po Hlinkově smrti 16. srpna 1938 zůstalo místo předsedy HSĽS rok neobsazeno. O nástupnictví se rozpoutal zákulisní boj mezi Tisem a Sidorem.

#### Autonomní Slovensko (1938–1939)

##### Mnichov a vyhlášení autonomie
Během srpna 1938 se Jozef Tiso spolu s Jozefem Budayem, Jozefem Sivákem a Martinem Sokolem dvakrát setkal na pražském hradě s prezidentem Benešem. Při těchto jednáních byly probrány všechny důležité okolnosti slovenské otázky. Po prvním setkání Beneš vytvořil návrh vzájemného poměru mezi Čechy a Slováky, který na druhém setkání doplnil o připomínky Tisa a jeho společníků. Dne 20. září Tiso spolu se Sokolem s ohledem na ohrožení Československa vyzvali Beneše k řešení slovenské otázky na základě jejich návrhu zákona o autonomii. Beneš v reakci na to Tisovi odevzdal nový návrh, který spočíval v nové úpravě působení zemských sněmů, poměrným zastoupením Slováků v nejdůležitějších státních institucích a novou úpravou jazykového zákona. Svou žádost Tiso 29. září ještě doplnil o zřízení Ministerstva s plnou mocí pro správu Slovenska. Tyto návrhy se staly předmětem porad představitelů slovenských stran v parlamentu. Tiso ale už v této době odmítal kompromisní Benešův návrh jako nedostatečný. Téhož dne (29. září) v 19 hodin předal Tiso spolu se Sidorem polskému velvyslanci v Praze Kazimierzovi Papéemu deklaraci, která zmiňovala možnost vzniku samostatného slovenského státu s polskou garancií. Podle Martina Vašše se ze strany předkladatelů deklarace jednalo o politicky naivní představy neuvažující o důsledcích svých činů. Na konci září 1938 československá vláda přijala podmínky Mnichovské dohody. 5.–6. října 1938 proběhlo v Žilině z iniciativy HSĽS rokování většiny slovenských politických stran a skupin s výjimkou komunistů a sociálních demokratů. Podle Rychlíka byla po Mnichovu HSĽS posílena a jednání s ostatními stranami byly ve skutečnosti diktátem HSĽS. Výsledkem byla dohoda o vyhlášení autonomie, kterou z balkónu Katolického domu přečetl Jozef Tiso. Pražská vláda slovenský požadavek přijala a tentýž den jmenovala Tisa ministrem pro správu Slovenska. Na druhý den pražská vláda jmenovala další čtyři ministry a 9. října 1938 se autonomní vláda ujala moci.
22. listopadu 1938 autonomii zpětně potvrdilo Národní shromáždění, které přijalo návrh poslanců Hlinky, Sidora, Sokola a Tisa a schválilo Ústavní zákon o autonomii Slovenské země. Název státu byl změněn na Česko-Slovenská republika. Podle církevního práva požádal o formální souhlas k vykonávání vysoké veřejné funkce svého diecézního biskupa Karola Kmeťka. Ten se necítil kompetentní sám rozhodnout a tak prostřednictvím rektora Papežského česko-slovenského kolegia Nepomucenum získal souhlas vatikánského Státního sekretariátu. Tiso následně oznámil papeži Piovi XII. schválení práva vlády autonomní Slovenské krajiny na zřízení vlastní diplomatické reprezentace při Svaté stolici.
Ještě před Žilinskou dohodou sondoval Tiso prostřednictvím Jána Farkaše v Polsku a Maďarsku případné reakce na vyhlášení samostatného Slovenska. Z reakcí zjistil, že není vhodný čas pro vyhlášení slovenské samostatnosti. Rozhodl se tak pro cestu postupné přípravy vyhlášení samostatnosti. Tiso počítal se slovenskou samostatností v delším časovém horizontu, který ale postupně zkracoval. Slovensko tak mělo zůstat součástí Československa do doby, dokud pro něj bude výhodné.

##### Vídeňská arbitráž

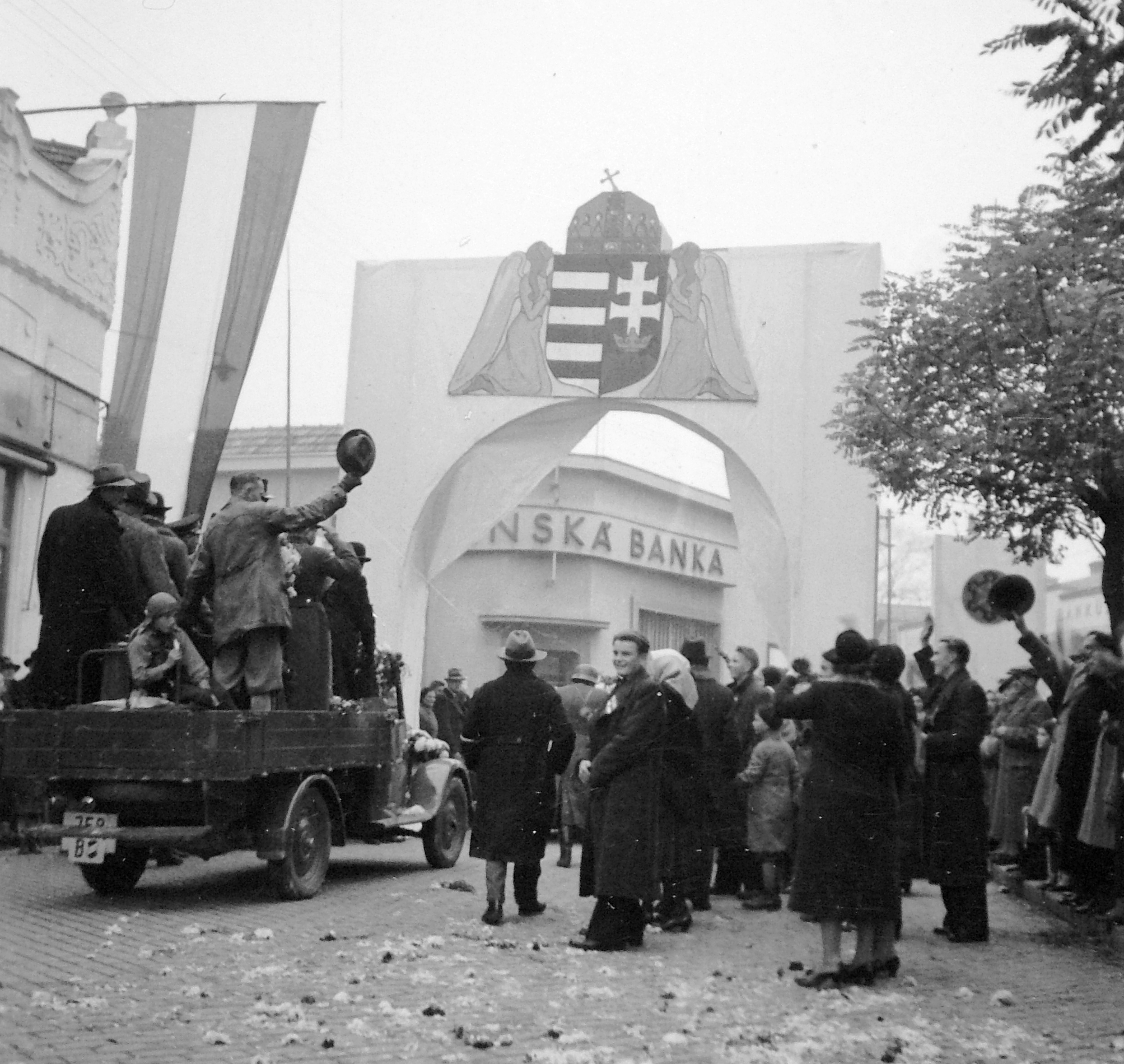
Maďarské vojsko vstupuje do města Nové Zámky, listopad 1938

Ve dnech 9.–13. října 1938 proběhla v Komárně jednání s Maďarskem o jeho územních požadavcích vůči Československu ve smyslu rozhodnutí Mnichovské dohody. Pražská vláda v pátek 7. října 1938 jmenovala předsedou delegace Tisa, podle slovenského historika Ďurici však Tisovi neposkytla žádné „dokumentační materiály“. Maďarsko předložilo své územní požadavky na základě zalitavských statistik z r. 1910 a nehodlalo z nich ustoupit. K dohodě nedošlo a Maďarsko se obrátilo na velmoci. Tiso se vydal do Německa, kde osobně žádal ministra zahraničních věcí Ribbentropa, aby v územním sporu s Maďarskem zakročil. Ten přislíbil, že bude zastávat princip etnické hranice, při pozdější návštěvě v Římě však přijal návrh italské vlády, aby bylo Maďarsku přisouzeno i území se slovenským obyvatelstvem. Dne 2. listopadu 1938 došlo k první vídeňské arbitráži, která znamenala územní ztrátu v oblastech Slovenska a Podkarpatské Rusi. Tiso se vídeňských jednání účastnil jako člen československé delegace pod vedením ministra zahraničních věcí Františka Chvalkovského a Ivana Krna. Arbitráž vedla ke ztrátě 20 % území na jihu Slovenska, kde žilo 503 980 občanů maďarské národnosti a 274 145 občanů slovenské a české národnosti.
Jozef Tiso se k výsledkům arbitráže vyjádřil v projevu ze dne 2. listopadu 1938:
| „                                                                             | Osudy slovenského národa dostali sa do slovenských rúk vo chvíli, keď 20-ročná politika priniesla štát k úplnému rozkladu tak na poli vnútornom, ako aj, a to predovšetkým na poli medzinárodnom. (...) Právom sme dúfali, že sa nám podarí dosiahnuť z hľadiska etnického spravodlivé riešenie a že hranica slovensko-maďarská určená bude v duchu dohody mníchovskej. No, nestalo sa tak vo všetkom. Zodpovednosť na to padá predovšetkým na tých politikov, ktorí za posledných 20 rokov rozhodovali bez našej účasti a vôle o našom osude. | “ |
| — Rozhlasový projev J. Tisa po návratu z vídeňských jednání, 2. listopad 1938 | |   |

##### Politické uspořádání
V první autonomní slovenské vládě (první vláda Jozefa Tisa) zastával Tiso post jejího předsedy. Dále působil coby ministr vnitra. V následující vládě (druhá vláda Jozefa Tisa) zastával kromě postu jejího předsedy i portfolio ministra vnitra, sociální péče a zdravotnictví. Tytéž funkce zastával i v třetí vládě Jozefa Tisa.
8. listopadu 1938 došlo k dohodě o sloučení HSĽS, agrární strany a dalších menších stran do strany Hlinkova slovenská strana (Strana slovenskej národnej jednoty). Vzhledem k zákazu sociálnědemokratické, komunistické a židovských stran se tak Tiso stal vedoucím představitelem sjednocené slovenské politické scény. Jak uvádí J. Rychlík, nejednalo se ze strany těchto politických stran o dobrovolné sloučení, nýbrž o sloučení nucené, protože k němu došlo pod hrozbou zrušení. HSĽS tímto způsobem zlikvidovala především svého největšího politického konkurenta – agrárníky. Výsledkem bylo, že od listopadu 1938 přestala na Slovensku existovat pluralitní demokracie. Vedle HSĽS směly existovat jenom jedna německá a jedna maďarská strana. Ve stejné době docházelo na Slovensku podle D. Kováče k porušování základních občanských a demokratických práv (např. svoboda vyjadřování, shromažďování a svoboda tisku) včetně nuceného odsunu českých státních zaměstnanců a učitelů ze Slovenska. Přestože protičeské nálady na Slovensku nebyly všeobecné, byli ze Slovenska vyháněni čeští státní zaměstnanci a učitelé právě z iniciativy HSĽS a často za aktivního přispění Hlinkových gard. I přes dominanci HSĽS a autonomistický program ponechal v autonomní vládě bývalé představitele centralistické agrární strany a jednoho člena bývalé Slovenské národní strany, takže původní HSĽS tvořila ve vládě menšinu. V prosinci 1938 se konaly volby do slovenského sněmu, kam byla navržena jednotná kandidátka s převažujícím zastoupením kandidátů HSĽS. Tiso jednotnou kandidátní listinu na Snem slovenskej krajiny vedl, zároveň si ponechal funkci premiéra i ministra vnitra a navíc vedl i ministerstvo sociální péče i zdravotnictví. Mocenský monopol své strany Tiso podpořil vyhlášením 20. listopadu 1938 za „Den slovenské jednoty, lásky a smíření“.
| „                                                            | Žilinská dohoda a ťažké údery z cudziny na našu slobodnú Slovenskú krajinu zjednotili politické strany v jeden mohutný tábor: Hlinkovu slovenskú ľudovú stranu (stranu slovenskej národnej jednoty). Ostatné slovenské politické strany spojili sa s Hlinkovou slovenskou ľudovou stranou a tým padli raz navždy ploty, ktoré delili a rozdelovali Slovákov, brata od brata, deti od rodičov. | “ |
| — Prohlášení J. Tisa k slovenskému národu, 17. listopad 1938 | |   |

##### Vyhánění Židů během autonomie
Územní ztráty v souvislosti s Vídeňskou arbitráží byly využity k vystupňování protižidovských nálad. Dne 1. listopadu 1938 (den před vídeňským rozsudkem) uspořádala židovská mládež v Bratislavě manifestaci, kde za přítomnosti zahraničního tisku žádala připojení Bratislavy k Maďarsku. Andrej Ješajahu Jelínek a Eduard Nižňanský tvrdí, že šlo o nepodstatné vystoupení Židů, které nemohlo už nic ovlivnit, akce však byla brzo propagandisticky využita. V několika slovenských městech se odehrály protižidovské demonstrace, při kterých docházelo k násilnostem, byl ničen židovský majetek, židé byli napadáni a někteří ubiti k smrti. 3. listopadu (v den bratislavských nepokojů) navštívili Tisa vedoucí Centrály pro řešení židovského problému na Slovensku Jozef Faláth s Jozefem Kirschbaumem a v přítomnosti Adolfa Eichmanna a velitele Hlinkovy gardy Juloslava Janeka mu předložili plán na vyhnání židů. Dne 4. listopadu dal Tiso příkaz deportovat všechny nemajetné Židy za linii stanovenou arbitráží. Ve dnech 4.–5. listopadu 1938 autonomní vláda uskutečnila deportace více než 7 500 židů ze Slovenska. Vyhánění židů bylo v rozporu s česko-slovenskou ústavou a Tiso, který byl v té době předseda vlády a současně ministr vnitra, nese podle Rychlíka za vyhánění plnou odpovědnost.
Maďarské úřady vydaly podobný příkaz vyhánět Židy zpátky na Slovensko spolu s vyhošťujícími doklady. Mnozí se pak ocitli na území nikoho, obehnáni strážemi a ostnatým drátem. Po nátlaku židovských organizací a vlivných osobností Tiso rozkaz zmírnil a dovolil Židům s československým státním občanstvím vrátit se na Slovensko. Jejich majetky byly mezitím rozkradeny. Příkaz k vyhoštění se nadále vztahoval na Židy s cizím státním občanstvím a bez domovského práva na území Slovenska. Opatření byla ukončena 7. listopadu 1938, kdy jižní území přešla pod správu Maďarska.

#### Slovenská republika (1939–1945)

##### Schůzka s Hitlerem a vyhlášení samostatného státu
Na počátku roku 1939 se poprvé sešel slovenský sněm, přičemž do jeho vedení byli zvolení umírnění představitelé HSĽS. Také projevy se nesly v duchu česko-slovenského přátelství. Představy o uklidnění situace se však ukázaly jako iluzorní. V programovém prohlášení nové slovenské vlády předneseném na zasedání sněmu 21. února 1939 se Tiso nijak nezmínil o Československu, ale zato opakovaně zdůraznil budovaní slovenské státnosti.
Dne 10. března prezident Hácha sesadil slovenskou autonomní vládu, moc na Slovensku převzala československá armáda a Tiso byl zbaven funkce ministerského předsedy. Důvodem pro zákrok Prahy byly informace o tom, že Slovensko plánuje vyhlásit samostatnost. S největší pravděpodobností za nimi stál Hitler, kterému další česko-slovenská krize vyhovovala. Slovensko v jeho plánech figurovalo jako záminka pro obsazení a připojení českých zemí k Třetí říši. Podle vzpomínek J. Stana, Tiso převzal odvolání ve svém pokoji v jezuitském klášteře, kde i jako předseda vlády bydlel. Tam ho následně navštívila i skupina poslanců Slovenského sněmu aby s ním prodiskutovala vzniklou situaci. Tiso rezolutně odmítl návrh Ferdinanda Ďurčanského na odchod do emigrace. Po vyslechnutí zpráv o aktuální situaci s klidem prohlásil, že odchází do Bánovec, což mu poslanci vzhledem k jeho pozici a povinnostem předsedy HSĽS vymlouvali. V průběhu bouřlivých událostí v Bratislavě (obsazování českým četnictvem, mohutné demonstrace gardistů a Němců, ozbrojené srážky) se Tiso zdržoval ve svém pokoji v klášteře a u své sestry Dobiášové, kde přijímal početné návštěvy politických přátel a známých. Po návratu Karola Sidora sestavili slovenští vedoucí činitelé návrh nové vlády s Tisem jako předsedou (i když pochybovali o jeho schválení prezidentem a centrální vládou) a pověřili předsednictvo sněmu na předložení návrhu české straně. Na setkání v Praze s prezidentem Emilem Háchou a předsedou vlády Rudolfem Beranem vytkli české straně nedodržování dohod, nerespektování kulturních, hospodářských a existenčních požadavků Slováků. Závěrem diskuse však bylo konstatování o vážnosti situace a společném zájmu o urovnání poměrů. Česká strana ale odmítla nominaci Tisa a předsedou autonomní vlády se stal Karol Sidor.
Na 13. března 1939 byl Tiso pozván do Berlína, kde jednal s Adolfem Hitlerem, který mu oznámil svůj záměr rozbít česko-slovenský stát. Požadoval po něm též urychlené vyhlášení samostatného Slovenska, kterému přislíbil „ochranu“, jinak že je ponechá jeho osudu, což mělo znamenat maďarský vpád. Tiso odmítl vyhlásit samostatnost Slovenska na místě a sám s tím, že k tomu nemá mandát. Požádal však prezidenta Háchu o urychlené svolání Slovenského sněmu a slovenské vlády na 14. března, kde potom německý požadavek tlumočil. Vláda i sněm se Hitlerovu požadavku podřídily. Vyhlášení samostatnosti tak bylo výsledkem německého tlaku. Podle Dušana Kováče nebyl charakter česko-slovenských vztahů do roku 1939 takový, aby Slováci jako masa pomýšleli na samostatnost. Tuto myšlenku ale sdíleli někteří radikálové jako například Vojtech Tuka, Ferdinand Ďurčanský a Alexander Mach, zatímco Tiso a Karol Sidor váhali. Nicméně ani umírněné křídlo HSĽS s Česko-Slovenskem od října 1938 nepočítalo jako s trvalým faktorem, jak uvádí J. Rychlík. Tiso podle dobových svědectví počítal s pozdějším vyhlášením samostatného státu. Podle vzpomínek generálního tajemníka HSĽS, poslance a ministra Júlia Stana vyznával Tiso názor, že samotné uzákonění autonomie zaručovalo rozvoj Slováků, jejich uplatnění se ve vlastní domovině a možnost budování Slovenska podle vlastních představ a potřeb. Zároveň byl podle jeho vzpomínek středem skupiny, která usilovala o dohodu s Čechy.
Dne 14. března 1939 byl Sněmem Slovenskej Krajiny jednohlasně schválen a vyhlášen vznik samostatného slovenského státu. Po jeho vyhlášení podala Sidorova vláda demisi a Tiso se stal předsedou nové slovenské vlády. V této funkci setrval až do svého zvolení prezidentem. Obsazení vlády se však setkalo s velkou nespokojeností Ďurčanského skupiny hlavně kvůli neúčasti Alexandra Macha, Matúše Černáka a Jozefa Kirschbauma. Tiso však trval na původním obsazení, i když několik ministrů nabídlo svá místa. Do vlády nebyl jmenován ani Vojtech Tuka.

##### Vnitropolitický vývoj a postavení Tisa, 1939–1942

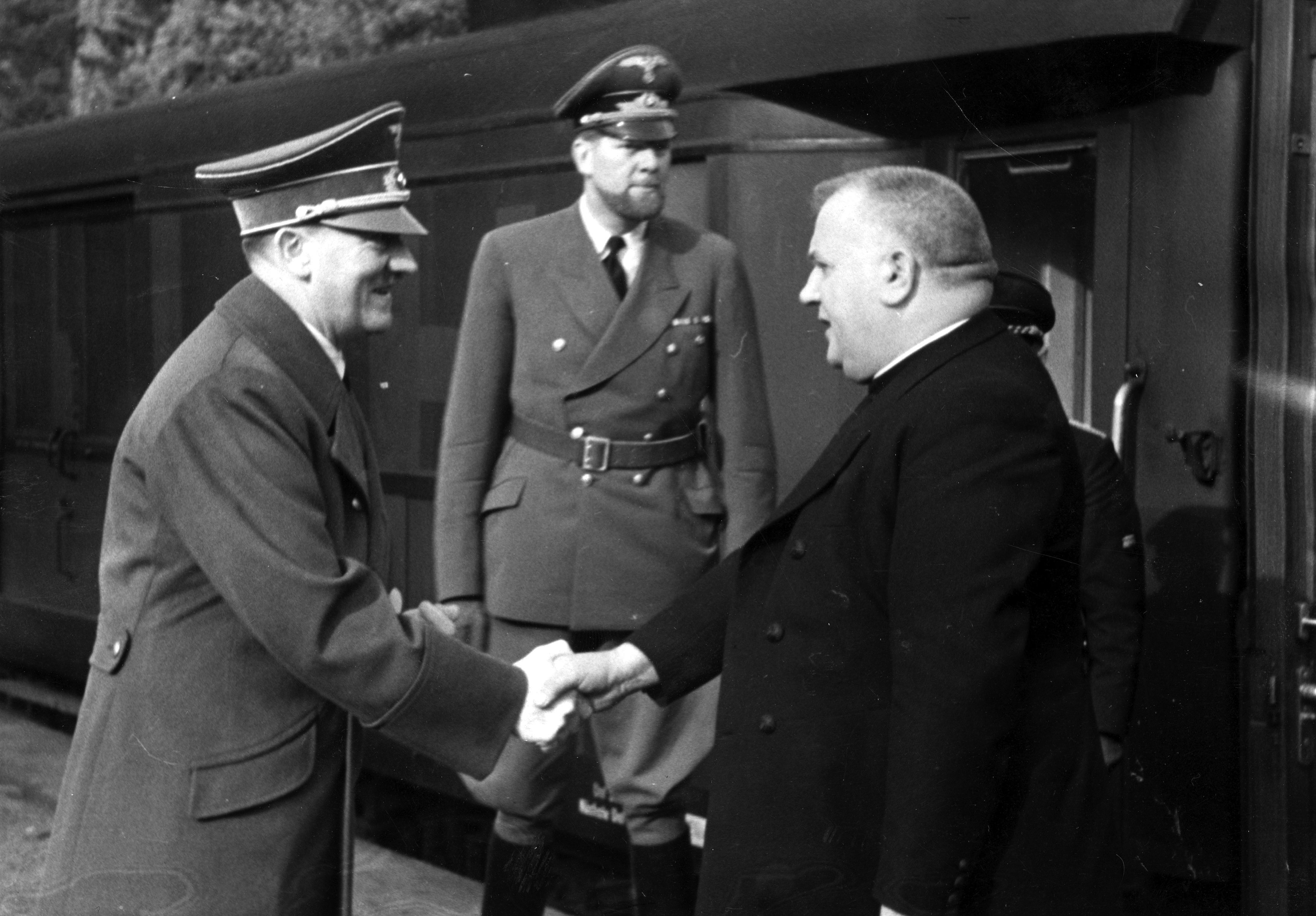
Jozef Tiso při setkání s Hitlerem (1941).

Postoje a plány Německa sehrávaly na Slovensku vnitropoliticky i zahraničněpoliticky významnou roli. Hned v březnu 1939 byla podepsána Ochranná smlouva mezi Německem a Slovenskem, která slovenskou závislost na Německu formálně definovala. Její součástí byl například status exteritoriality pro německou armádu na některých místech slovenského území.
1. října 1939 byl na sjezdu HSĽS v Trenčíně zvolen předsedou strany a 26. října 1939 byl zvolen prezidentem Slovenské republiky, jímž pak zůstal až po její zánik. Vojtech Tuka se stal předsedou vlády.
Slovensko pro Němce představovalo vzorový stát, „vizitku“, která měla sloužit jako ukázka toho, jak dobře se může dařit slovanskému státu pod německým patronátem. Německo ale od začátku považovalo katolickou orientaci slovenského státu za nutné zlo a zasahovalo podle potřeb na vnitřních záležitostí země. Celková závislost Slovenska se projevila také v souvislosti s zahraničněpolitickou orientací Slovenska, které se po boku Německa zúčastnilo napadení Polska (1939) a Sovětského svazu (1941). Vliv Německa se výrazně projevil v srpnu 1940, kdy Hitler Slovákům nadiktoval složení slovenské vlády a posílil tím vliv a význam radikálního křídla HSĽS, a to především Vojtecha Tuky a Alexandra Macha. Německo tak zasáhlo do dlouhodobějšího vnitropolitického sporu o směřování Slovenska. Tuka a Mach byli představitelé národně-socialistického křídla ľuďácké strany, úzce spojení s Hlinkovou gardou a také německými SS a zastávající ideologii slovenské verze německého nacismu. Mach a gardisté mimo jiné kritizovali během roku 1940 přítomnost katolických kněží v politice. Naopak Tiso byl představitelem klerikálního, umírněného křídla, které se ideologicky hlásilo spíše k myšlence stavovského státu, stavíc na ideologii čerpající z encyklik papežů Lva XIII. a Pia XI. s některými prvky národního socialismu. Obě křídla se neshodovaly na židovské otázce, dále na otázce sociální, vztahu ke katolicismu a státu a na vztahu k Německu. Spory mezi oběma frakcemi se projevily například v únoru 1940 v souvislosti s protižidovskou kampaní organizovanou HG v Bratislavě proti které se postavil ministr Ďurčanský a v květnu 1940 potom vyústily ve vládní krizi vyvolanou Tisovým rozhodnutím přijmout rezignaci velitele HG A. Macha z funkce, nahradit ho F. Galanem a HG dále reorganizovat s cílem omezit vliv radikálů.
28. července 1940 se v Salcburku uskutečnilo setkání Hitlera s vedoucími představiteli Slovenska, po čemž následovaly personální výměny ve vládě. Mach se stal ministrem vnitra a Tuka ministrem zahraničí. Hitlerův zásah do těchto slovenských záležitostí znamenal pro Tisa politické ponížení. Podle názoru Y. Jelinka bezprostřední efekt salcburských jednání ovlivňoval politickou situaci na Slovensku a postavení Tisa kolem šesti měsíců. Přes svoji prvotní podporu radikálům Berlín neměl zájem na politické destabilizaci země, což nahrávalo Tisovi, jež byl Němci považován i po Salcburku za „vedoucí osobnost na slovenské politické scéně“. Tukovi se nepodařilo Berlín přesvědčit o odstranění Tisa a už v listopadu 1940 německý ministr zahraničí Ribbentrop Tukovi naznačil, že Berlín si nepřeje Tisův odchod. Němci si totiž nepřáli politický chaos ve svém „vzorovém“ státě zvláště s ohledem na nadcházející válku na Východě. Tisovi se tak podařilo odrazit útoky Tukova tábora, který se snažil o kádrové změny ve straně a ve státě ve prospěch radikálů a také prosadit některé změny slovenské ústavy. Na začátku roku 1941 potom Tisova skupina potichu zlikvidovala gardistický pokus o puč. Na druhou stranu Tiso v rámci tohoto zápasu verbálně přijal národní socialismu jako součást svojí strategie. Ve svých projevech, k velké nelibosti Vatikánu, například tvrdil, že papežské encykliky a myšlenky národního socialismu jsou stejné. Podle Kamence to ale neznamenalo, že by byl hlavním představitelem národního socialismu na Slovensku, ovšem nebyl ani jeho největším odpůrcem. Jak dále Kamenec tvrdí, Tisova politika vůči radikálnímu křídlu představovala hráz proti pronikání národního socialismu na Slovensko. V důsledku Tisova vítězství v zápasu frakcí byl v říjnu roku 1942 zaveden na Slovensku vůdcovský princip, který potvrzoval autoritativní a totalitní charakter Slovenské republiky.
Osobní vztahy mezi Hitlerem a Tisem byly podle I. Kamence dobré. Kamenec tvrdí, že Hitler se k Tisovi choval s respektem, nikdy na něj nekřičel a, kromě jednání v březnu 1939, mu nikdy nevyhrožoval. Měl také, jak tvrdí Kamenec, oceňovat Tisovu loajalitu. Naopak Tiso se k Hitlerovi choval bez známky strachu.

##### Tiso a řešení židovské otázky na Slovensku
Tiso avizoval už před vznikem Slovenského státu, že židé budou ze slovenského národního života definitivně vyloučeni. Později se řešení „židovského problému“ stalo na Slovensku součástí vnitropolitického boje mezi dvěma zmíněnými frakcemi HSĽS. Antisemitismus byl podle Jelínka společný oběma skupinám. Zavedení protižidovské legislativy podle Norimberských zákonů v roce 1941 (tzv. židovský kodex) bylo důsledkem pokusů o nacifikaci Slovenska, za kterou stáli z Berlína podporovaní radikálové jako V. Tuka a A. Mach. Během let 1941 a 1942 Tuka několikrát jednal s Berlínem o deportacích slovenských Židů do Německa. V této situaci se Tiso snažil udržet mocenské pozice, které začal ztrácet po Hitlerově intervenci v létě 1940 na úkor radikálů. Umírněná, klerikální frakce, kterou Tiso představoval, se snažila o řešení, které by považovala za slučitelné s oficiálními doktrínami katolické církve. Katolický antisemitismus na Slovensku obecně neměl v programu genocidu, ale spíše oslabení židovského vlivu ve společenském a hospodářském životě. Tiso si byl vědom toho, že Vatikán zaujímal ke slovenským protižidovským zákonům a především k deportacím velmi kritické stanovisko. Tiso sám se ideologicky hlásil k papežským encyklikám a slovenský stát označoval za stát řízený křesťanskými zásadami. Tyto křesťanské zásady neměl v úmyslu uplatnit tam, kde šlo o židy, které označil za „škůdce národa“.
Tiso tak musel během let 1941–1942 čelit dvěma problémům, které oba vyplývaly z dočasné ztráty mocenských pozic umírněného křídla. Tou první byla otázka rasového charakteru slovenské protižidovské politiky a její radikální řešení podle německých receptů, jež byly v rozporu s církevními postoji i naukou. Ten druhý se týkal posílení vlastní politické pozice a udržení mocenských pozic vůči radikálům. Podle názoru I. Kamence Tiso v tomto případě jednal pragmaticky tak, že „svoje postoje k židovskému obyvatelstvu zakalkulovat do mocenského zápasu s radikály.“

##### Deportace Židů a Tisovy prezidentské výjimky
23.–24. října 1941 byl Tiso a další slovenští představitelé na oficiální návštěvě v Hitlerově hlavním stanu, kde se rokovalo o židovské otázce na Slovensku. Počátkem roka 1942 probíhala mezi Německem a Slovenskem jednání o kontingentu slovenských pracovních sil na rok 1942 na základě mezistátních dohod z 8. prosince 1939 a 19. června 1941. Německá vláda vznesla požadavek na navýšení pracovních sil o 20 000 dělníků, který slovenská vláda odmítla. Po dalším naléhání navrhl slovenský vládní zplnomocněnec Izidor Koso vyslat na práce stejné množství Židů. Podle německého velvyslanectví se „slovenská vláda chopila návrhu horlivo“. 24. března vláda schválila návrh ústavního zákona o odstranění všech Židů ze Slovenska. Přestože ústavní zákon ještě nebyl schválen, odjel už 26. března první transport s 1000 židovskými děvčaty do vyhlazovacího tábora Osvětim. 6. dubna německý vyslanec v Bratislavě Ludin poslal telegram do Německa, v kterém píše „slovenská vláda schválila deportace všech slovenských Židů ze Slovenska, bez německého nátlaku. I prezident osobně s transporty souhlasil, navzdory krokům slovenských biskupů“. Na Slovensku jich bylo asi 89 000. Deportace se do května 1942 děly nezákonně a v rozporu s tehdejší ústavou. 15. květnu 1942 Tiso jako prezident podepsal ústavní zákon č.68/1942, který deportace sankcionoval, a deportované Židy zbavil slovenského občanství. Zákon stanovoval právní rámec pro deportace a kromě jiných osob z nich vyjímal osoby, kterým prezident udělil výjimku podle §255 nařízení č. 198/1941 a jejich rodinné příslušníky. Zákon umožňoval zůstat na Slovensku Židům pokřtěným nejpozději do 14.3.1939. Část sněmu včetně Tuky navrhovali rozhodující den 30. ledna 1942, ale Tiso byl pro ostřejší postup a určil datum shodné s datem vyhlášení Slovenského státu. Celkově bylo mezi březnem a říjnem 1942 odtransportováno asi 58 000 židů v 57 transportech, z kterých většina byla povražděna ve vyhlazovacích táborech.
| „                                                | V tejto poslednej hodine apelujeme na Vaše kresťanské a ľudské svedomie, obraciame sa na Vás.. so zúfalou prosbou: uplatnite celý svoj vplyv a zamezte takýmto spôsobom záhuby ľudí. | “ |
| — Apel prešovského rabína Tisovi, 8. března 1942 | |   |

Deportace vzbudily nesouhlas Vatikánu i umírněné části klerikálního křídla HSĽS.
Tisa osobně prosili o zastavení deportací předseda sněmu Sokol a ministr školství Sivák. „Nedalo se mnoho očekávat od toho muže“, vyjádřil se v této souvislosti Sivák. Také židovské organizace poslaly v březnu Tisovi několik memorand, v kterých ho přesvědčovaly aby zabránil deportacím. Jedno memorandum Tisovi osobně odevzdal v Bánovcích nad Bebravou rabín A. Frieder, aby tak byla vyloučena možnost, že by prezidentovi nebylo doručeno. Místo odpovědi začala bratislavská policie vyšetřovat reprezentanty Ústředny Židů aby zjistila, jak se o plánovaných deportacích dověděli. Tiso měl informace od vysokých důstojníků slovenské armády o tom, co nacisté na okupovaném území se Židy provádějí, přesto se v projevu v Holíči 16. srpna 1942 za deportace veřejně postavil.
Ve snaze skloubit protižidovskou politiku postavenou na rasovém základě s křesťanstvím prezidentská kancelář prosadila už do židovského kodexu (září 1941) paragraf 255, který dával prezidentovi republiky právo k udělování výjimek pro některé právně definované Židy. Vedle těchto prezidentských výjimek existovaly na Slovensku také ministerské výjimky. Podle studie J.M. Warda chránily všechny existující výjimky vydávané slovenskými úřady v červnu roku 1942 skoro 23 000 lidí, v srpnu 1942 kolem 19 000, v září 1942 asi 18 500 lidí, v dubnu 1943 asi 16 000 a v únoru 1944 12 812 lidí. Podle Warda, který prošel dokumentaci prezidentské kanceláře, v případě prezidentských výjimek se jednalo o asi 1319–1630 lidí. V době na konci deportací (říjen 1942) se prezidentské výjimky týkaly asi celkem 900–1 100 jednotlivců.
Ward se také zabýval tím, kterým lidem prezident Tiso udělil výjimku a které odmítl, i tím, které faktory byly pro pozitivní odpověď rozhodující. Podle něj hrála primární roli náboženská příslušnost (90% právně definovaných Židů s prezidentskou výjimkou bylo pokřtěných, jen 6% byli praktikující židé), dále jejich význam pro stát (šlo o akademicky vzdělané profesionály, celkem 23 % byli státní zaměstnanci) a konečně také majetkové poměry žadatelů. J.M. Ward dále uvádí, že „Tiso ve své poválečné výpovědi uvedl, že nebylo neobvyklé za výjimky platit kolem 10 až 15 tisíc korun a že sám si pamatuje jeden případ, kdy suma dosáhla až 100 tisíc korun.“ Poplatky za výjimky jako úřední úkony stanovoval židovský kodex v rozmezí mezi 1 000 až 500 000 korun. Dalším kritériem byla také míra asimilace. Ward argumentuje, že Tiso viděl ve výjimkách čest, kterou si bylo nutné zasloužit a nikoliv obecně způsob, jak zabránit deportacím. Dále došel k závěru, že ¾ Tisových výjimek chránilo lidi, kteří v daný moment ochranu před deportacemi nepotřebovali, takže s ohledem k deportacím byly tyto výjimky „z velké části nadbytečné a nerozhodující“. Jak Ward shrnuje, v určitém smyslu je možno říci, že Tiso jako představitel umírněného proudu, pomohl ochránit před deportacemi všechny právně definované Židy, kteří zůstali na Slovensku po roce 1942. Na druhou stranu připomíná, že v době deportací mezi březnem a říjnem 1942 se Tiso proti nim nepostavil a souhlasil s nimi. Ve Wardově podání se pomocí výjimek „Tiso snažil spíše ochránit svou a státní legitimitu než aby se snažil ochránit Židy.“
| „                                                                           | Nedávno naši páni dostali do rúk starú knihu, v ktorej boli napísané mestá uhorské i hornouhorské. Tam bolo napísané, koľko vtedy v roku 1840 bolo Židov na Slovensku v mestách. Vo veľkých mestách ako je Žilina, Nitra a iné, bolo vtedy 30-40 Židov. A za sto rokov sa to zdesaťnásobilo! Bolo ich stále viac a akých? Nie na poli, ale v úradoch, v bankách a na všelijakých iných miestach sedeli Židia. Vtedy, keď tri milióny národa mali 62%, vtedy 5% Židov malo 38% národného dôchodku! A ten pomer medzi národom a židovstvom sa stále rozširoval. Bolo by to vyzeralo ešte horšie, keby sme sa neboli vzchopili včas a keby sme sa neboli od nich očistili. A urobili sme to podľa príkazu Božieho: Slovák, zhoď, zbav sa svojho škodcu! | “ |
| — Projev J. Tisa na církevně-národních slavnostech v Holíči, 16. srpen 1942 | |   |

Prezidentské a ministerské výjimky byly stejně jako i jinde v Evropě i na Slovensku součástí politiky holokaustu. Německé satelity jako Francie, Řecko, Rumunsko, Maďarsko, Itálie, Bulharsko, Belgie, Nizozemsko, Norsko a Lucembursko vykazovaly větší míru přežití židů/Židů než Slovensko, které výjimky používalo mnohem méně. Prezidentské výjimky se staly konfliktním tématem mezi historiky. Wardův detailní archivní výzkum došel k tomu, že „Počet Židů, které měl Tiso „zachránit“ svými výjimkami by neměl být kontroverzní, důkazy jsou jednoznačné a nesporné.“ Nicméně například M. Ďurica v roce 1989 odhadl počet Židů chráněných prezidentskými výjimkami na 40 000, tedy na čtyřicetinásobek Kamencova a Wardova odhadu. V pozdější publikaci svých Dejin Ďurica ale tvrdí, že všechny existující výjimky ochránily na Slovensku celkem 35 000 lidí, aniž by hovořil už přímo o prezidentových výjimkách.
Na podzim 1942 se transporty na nějakou dobu zastavily. Do posledních transportů zařadili i lidi s prezidentskými výjimkami. Tiso pak jednal několikrát s SS-Oberführerem Veesenmayerem o obnovení transportů, souhlasil se soustředěním těch Židů, kteří byli ještě v pracovním procesu a ubezpečil Veesenmayera, že se osobně zasadí o to, aby se tak stalo do dubna 1944. Deportace se však obnovily až po Slovenském národním povstání a následném obsazení Slovenska Němci, kteří žádné prezidentské ani jiné výjimky neuznávali.

##### Tiso a Vatikán, 1939–1945
Vatikán si zřejmě uvědomoval, že Tiso jako kněz v čele státu, který realizuje národně-socialistickou politiku řešení židovské otázky, vrhá na katolickou církev špatné světlo. V Tisovi viděl reprezentanta církve, který porušuje její základní principy. Podle L. Rothkirchen papež Pius XII. v roce 1939 reagoval nespokojeně, když slyšel, že prezidentem Slovenska se má stát J. Tiso. Pius XII. v této souvislosti řekl, že „v těchto bouřlivých časech, kdy je válka na spadnutí, by se mohlo ukázat jako nevhodné, aby Dr. Tiso, kněz naší církve, měl tak odpovědnou pozici.“ Nicméně po obdržení oficiální zprávy o Tisově zvolení do funkce dal Tisovi svoje apoštolské požehnání.
Už v září 1941 Vatikán protestoval proti Židovskému kodexu, který se dotýkal Židů, občanů židovského vyznání stejně jako křesťanů židovského původu a definoval Židy na základě rasového původu. Protesty ještě více zesílily na jaře 1942 po začátku deportací. Papežský chargé d’affaires v Bratislavě Monsgr. Giuseppe Burzio poslal slovenské vládě dopis, ve kterém psal, že „Není správné tvrdit, že židé jsou do Německa posíláni na práci, pravdou je, že jsou likvidováni.“ Tiso nereagoval a nezasáhl ani později, když mu slovenský velvyslanec ve Vatikánu odevzdal žádost tajemníka kardinála Maglioneho, aby zastavil deportace. Jednalo se o první oficiální diplomatickou nótu Vatikánu proti deportacím, v jejímž závěru se Vatikán zdůraznil rozpor mezi katolickými principy ke kterým se slovenský stát hlásí a „tak přísnými a bolestnými kroky“, které v této souvislosti přijal. 24. března 1942 byl chargé d'affaires Burzio z Vatikánu instruován, aby se přímo obrátil na Tisa a v audienci ho žádal o zastavení deportací s odkazem na Tisovy „city jako katolického kněze.“ Státní podsekretář ve Vatikánu Domenico Tardini napsal během příprav instrukcí pro Giuseppe Burzia v interním dokumentu z 27. března 1942 „Nevím, zdá dokážu pomocí zákroků zastavit (...) blázny. A blázni jsou dva: Tuka, který koná, a Tiso, který ho nechá konat.“ Z Vatikánu osobně přicestoval slovenský velvyslanec Karol Sidor a žádal od Tisa urychlené odpovědi na vatikánské nóty. Biskup Gojdič se v květnu 1942 obrátil na Svatý stolec s žádostí, aby Tisa přinutil zastavit krutosti páchané na Židech, nebo, nebude-li to možné, aby jej buďto přinutil k rezignaci na prezidentský úřad, nebo zbavil kněžství. Téměř rok předtím, v říjnu 1941 v souvislosti s neúspěšnými protesty slovenských katolických biskupů proti nově zavedení protižidovské legislativy na Slovensku uvažoval státní podsekretář Tardini o tom, že by Tiso měl být vyškrtnut ze seznamu monsignorů.
V září 1944, kdy docházelo k dalším deportacím slovenských židů pod taktovkou německých okupantů, se Vatikán ústy Tardiniho znova obrátil na Tisa s intervencí, ve které Tardini psal „aby svoje city a úmysly sladil se svojí kněžskou hodností a svědomím. Křivdy a násilí páchané za jeho prezidentování zatěžují jeho duši kněze, zneucťují jeho vlast, diskreditují klérus a poškozují církev také v zahraničí.“ Burzio v září dvakrát Tisa navštívil a přesvědčoval ho, aby intervenoval za pokřtěné Židy. Tiso později napsal dopis papeži Piovi XII. kde ve snaze vysvětlit svoji politiku kromě jiného napsal „Naše vina tkví v naší vděčnosti a věrnosti Němcům, kteří (...) našemu národu uznávají právo na nezávislost (...) a pomáhají nám proti našim nepřátelům Čechům a Židům.“

##### Slovenské národní povstání
Zatímco ve slovenské společnosti postupně narůstala nespokojenost s ľuďáckým režimem, kterou ještě utvrzoval nepříznivý vývoj války, Tiso podle I. Kamence „žil v presvedčení, že voči jeho politike sa nemôže postavit na odpor žiadna vážnejšia spoločenská sila.“ V průběhu války se ale na Slovensku formoval domácí odboj, jehož konsolidaci napomohly nepopulární kroky slovenské vlády a také jednání mezi česko-slovenskou exilovou vládou a Sovětským svazem, které vedly k tomu, že se komunistický odboj na Slovensku sjednotil s občanským blokem. Jak uvádí I. Kamenec, je možné, že slovenský odboj po zkušenostech z Mussoliniho Itálie očekával, že by Tiso snad mohl sehrát podobnou roli jakou měl italský král Viktor Emanuel při pádu fašistického režimu. Tiso ale neprojevil žádný náznak snahy o odpoutání se od stále více nepohodlného Německa a vypuknutí Slovenského národního povstání v srpnu 1944 pro něj byl podle Kamence šok a ponížení. Ještě před vypuknutím povstání německý velvyslanec Hanns Ludin již 24. srpna požádal o souhlas prezidenta Tisa k vyslání německých vojenských jednotek na zákrok proti činnosti partyzánů, ten ho však předběžně nevydal, podle jiného zdroje naopak vydal. 28. srpna 1944 byla na Slovensku při návratu z Rumunska zavražděna německá vojenská mise, co nezůstalo bez reakce Říše. Po opakovaném ultimativním naléhání německého velvyslance prezident a vláda souhlas vydali. 30. srpna 1944 Tiso oznámil pozvání německé armády v rozhlase, přičemž se snažil udržet představu o tom, že se nejedná o vojenskou okupaci, ale o pomoc jak vrátit zemi charakter klidného státu. 1. září následně nařídil odzbrojení bratislavské posádky. Bojů s povstalci se nezúčastnili jen Němci, ale Tiso dal rozkaz k zásahu i pohotovostním oddílům Hlinkovy gardy, jejímž byl nejvyšším velitelem.
Tiso zastával názor, že převážná část povstalců byli Rusové, Češi a Židé. Po porážce povstání poslal děkovný telegram Adolfu Hitlerovi, v němž mu poděkoval za osvobození Banské Bystrice, přestože v rámci boje proti partyzánům povraždili příslušníci SS a Wehrmachtu tisíce civilistů. Po přehlídce v Banské Bystrici řadu příslušníků těchto jednotek vyznamenal vysokými slovenskými vyznamenáními.
| „                                                        | ...Keby sme boli osamotení vo svete, keby sme boli poslúchali našich odvekých nepriateľov, aby sme sa izolovali na všetky strany a zostávali bez pomoci, zasa by som sa neodvažoval povedať vám: bratia, vydržte! Máme ochrancu Veľkonemeckú ríšu a jej vodcu Adolfa Hitlera. S jej pomocou dúfame znovu začať a ísť napred. | “ |
| — Z projevu Jozefa Tisa 30. října 1944 v Banské Bystrici | |   |

### 1945–1947

#### Zajetí a internace
Na přelomu března a dubna 1945 byl Tiso spolu se členy vládního kabinetu evakuován do Holíče na západním Slovensku. Poté překročili slovenské hranice a 3. dubna se uchýlili pod německou ochranu v Kremsmünsteru v Horním Rakousku. Odsud 27. dubna vysílal Tiso prostřednictvím německé rozhlasové stanice Alpensender obsáhlý projev, v kterém informoval že se spolu s vládou stáhli do ciziny, aby dále zastupovali a bránili přirozené právo slovenského národa na svébytný národní život.
8. května 1945 se slovenská vláda v Kremsmünsteru vzdala americké armádě. Mezi zajatci Jozef Tiso nebyl, protože už dříve vyhledal úkryt v klášteře v Altöttingu. Tady byl neopatrností svého tajemníka Karola Murína 8. června 1945 odhalen americkým agentem slovenského původu Johnem Spieglerem, zatčen a zajištěn v internačním táboře. Tiso spoléhal na pomoc amerických Slováků a Vatikánu a věřil, že nebude vydán do Československa.
Dne 18. června 1945 se československá vláda prostřednictvím svého velvyslance ve Washingtonu Vladimíra Hurbana obrátila na ministerstvo zahraničí USA s žádostí o vydání Jozefa Tisa a některých dalších politiků československým úřadům. Kolem jejich vydání se rozpoutal zákulisní diplomatický boj mezi Američany a Brity.
Svůj vliv mělo i stanovisko amerického velvyslance v Praze Laurence Steinhardta, který vyslovil názor, že s Jozefem Tisem i celou bývalou slovenskou vládou je potřeba zacházet jako s válečnými zločinci. O měsíc později (4. října) americké ministerstvo zahraničí britské námitky odmítlo. Dne 27. října 1945 byl Tiso vydán československým úřadům a 29. října byl letecky dopraven do Bratislavy.

#### Soudní proces
Původní představa o rychlém soudním procesu se ukázala jako nereálná, protože příprava soudu si vyžádala množství přípravných prací. Veřejné mínění na Slovensku bylo ve věci Tisa rozdělené. Zatímco pro jedny byl Tiso válečným zločincem a zrádcem, pro druhé byl zachráncem národa a takřka světcem. Složitost případu spočívala i v tom, že Tiso na rozdíl od Tuky a Macha patřil k umírněnému křídlu ľuďáků, zároveň ale jako vrcholný představitel státu nesl odpovědnost za vnitřní i zahraniční politiku.
V prosinci 1945 se papež Pius XII. prostřednictvím papežského delegáta ve Washingtonu Amleta Cicognaniho obrátil na československého velvyslance Vladimíra Hurbana s žádostí, aby Tiso byl místo ve vězení internován v klášteře. Žádost projednala vláda 4. ledna 1946 a zamítla ji. Dne 3. ledna adresovali slovenští biskupové předsednictvu Slovenské národní rady dopis, ve kterém upozorňovali na to, že Tisův osud bude mít velký vliv na poměr části slovenské společnosti k obnovenému Československu. Vyzvali také, aby se případ Jozefa Tisa řešil šetrně a ne bezohledně.
Do přípravy procesu však zasahovaly i politické vlivy. Komunistická strana Slovenska totiž chtěla Tisova procesu využít k oslabení Demokratické strany. Předpokládala, že v tzv. aprílové dohodě se představitelé Demokratické strany zavázali k tomu, že Tiso nebude přísně odsouzený. Sama proto chtěla usilovat o co nejpřísnější trest, který by podle jejího mínění vyvolal vnitřní rozkol v Demokratické straně.
| „                                                      | V danej chvíli je Tisov proces jednou z najvýznamnejších udalostí v republike a jeho priebehu, správnemu politickému vedeniu a úspešnému ukončeniu sa musí venovať všetka potrebná pozornosť. Úspešné ukončenie procesu proti Tisovi a spol. bude znamenať citeľnú ranu podzemnej a zjavnej reakcii, prispeje ku konsolidácii politických pomerov na Slovensku a upevneniu jednoty štátu a bude mať značný vplyv na vútrostranické pomery v DS. | “ |
| — Usnesení predsedníctiev ústredných výborov KSČ a KSS | |   |

Soud probíhal ve dnech 2. prosince 1946 – 15. dubna 1947 v Justičním paláci v Bratislavě. Senát Národního soudu tvořili předseda JUDr. Igor Daxner a 6 přísedících (3 za KSS a 3 za DS). Žalobci byli JUDr. Ľudovít Rigan a JUDr. Juraj Šujan, vojenskou část obžaloby zastupoval vojenský prokurátor plk. JUDr. Anton Rašla. Tisovými obhájci byli JUDr. Martin Grečo a JUDr. Ernest Žabkay. Obžalovaní Tiso, Mach i Ďurčanský byli obviněni z podílu na rozbití Československa, z likvidace demokratických práv a svobod na Slovensku, nastolení totalitního režimu a aktivního vystoupení proti Slovenskému národnímu povstání. Tiso s Machem byli navíc obviněni i ze zavlečení Slovenska do války s Polskem, Sovětským svazem a také (formálně) i se západními spojenci. Součástí obžaloby byla i obvinění z aktivní účasti na deportacích židovského obyvatelstva. Tiso se hájil tím, že o důsledcích svých činů nevěděl, případně že jednal pod tlakem Němců. Snažil se dokázat, že v daných podmínkách byla jeho politika pro slovenský národ optimální. Většinou však jeho obhajoba nepůsobila příliš věrohodně, zvláště pak v případě jeho role při deportaci židů. Jako důkaz bylo mj. předloženo memorandum slovenských rabínů z 6. března 1942, kteří uváděli, že deportace znamenají pro židy jistou smrt. Spis obsahoval poznámku prezidentské kanceláře: „Pánu prezidentovi bolo predložené. Vydané bez poukazu. Vzaté na známosť, ad acta.“ Přitížil mu i antisemitský projev v Holíči ze srpna 1942, ve kterém v době probíhajících židovských deportací tyto schvaloval.

#### Rozsudek
Proces byl ukončen 15. dubna 1947 vynesením rozsudku smrti nad Jozefem Tisem a nepřítomným Ferdinandem Ďurčanským. Již dříve byl z procesu vyloučen Alexander Mach, který byl o měsíc později odsouzen ke 30 letům vězení, přestože jeho angažovanost v činech, které se kladly za vinu Tisovi, byla větší. Podle výpovědi Gustáva Husáka z roku 1963 byl mírnější rozsudek nad Machem soukromým rozhodnutím soudce Daxnera. Vliv mohlo mít i to, že Mach za války chránil komunistu Laca Novomeského, který u soudu vypovídal v jeho prospěch. Sám Mach si mírnější rozsudek neuměl vysvětlit.
Tiso spolu se svými obhájci podal po vynesení rozsudku žádost o milost adresovanou prezidentu Benešovi. Předsednictvo Slovenské národní rady se k žádosti o milost nevyjádřilo a postoupilo ji československé vládě v Praze. Podle pozdějšího svědectví Jozefa Lettricha se tak stalo, protože Lettrich věděl, že člen předsednictva za Demokratickou stranu Milan Polák tajně spolupracoval s komunisty a dostal od komunistů návod hlasovat proti udělení milosti. Hlasování by tak vyznělo v neprospěch udělení milosti a navíc by byla veřejně odhalena nejednotnost Demokratické strany. Postoupením žádosti do Prahy se tak Demokratická strana (i celá Slovenská národní rada) zbavila odpovědnosti. To si uvědomoval i ministr spravedlnosti Prokop Drtina, který požadoval, aby byla žádost o milost vrácena na Slovensko a po SNR žádáno jasné stanovisko. Jeho žádost však československá vláda pod tlakem komunistů odmítla (hlasovaní dopadlo 10:13 v neprospěch Drtinovy žádosti). V následném hlasování vlády z 23 přítomných ministrů hlasovalo 17 ministrů pro nedoporučení milosti (ministři za Komunistickou stranu Československa, Československou stranu národně socialistickou a Československou sociální demokracii) a 6 ministrů pro doporučení milosti (byli to 3 ministři za Československou stranu lidovou a 3 ministři za Demokratickou stranu). Pro milost se vyslovil i státní tajemník na ministerstvu národní obrany Ján Lichner. Vláda poté prezidentu republiky udělení milosti nedoporučila.
Poslední slovo měl v udělení milosti prezident, který podle ústavy mohl rozhodnout i proti doporučení vlády. Beneš ale ještě před jednáním vlády (15. dubna 1947) zaslal Klementu Gottwaldovi dopis ve kterém uvedl, že je připraven z lidských důvodů milost udělit, pokud s tím ale bude vláda souhlasit. Nechtěl totiž kvůli Tisovi vyvolat vládní krizi. Je však možné, že se Beneš pouze pokusil tímto dopisem zbavit přímé odpovědnosti za popravu Tisa (podobně jako předsednictvo SNR), protože musel vědět, že komunisté na exekuci budou trvat. Pro Beneše byl důležitý i postoj Vatikánu. Vatikánský chargé d'affaires Raphael Forni už dříve apeloval na Beneše, aby rozhodl lidsky, zároveň však výslovně prohlásil, že Vatikán nebude politicky intervenovat za osobu, která diskreditovala církev. Prezident milost neudělil.

#### Poprava a její ohlas

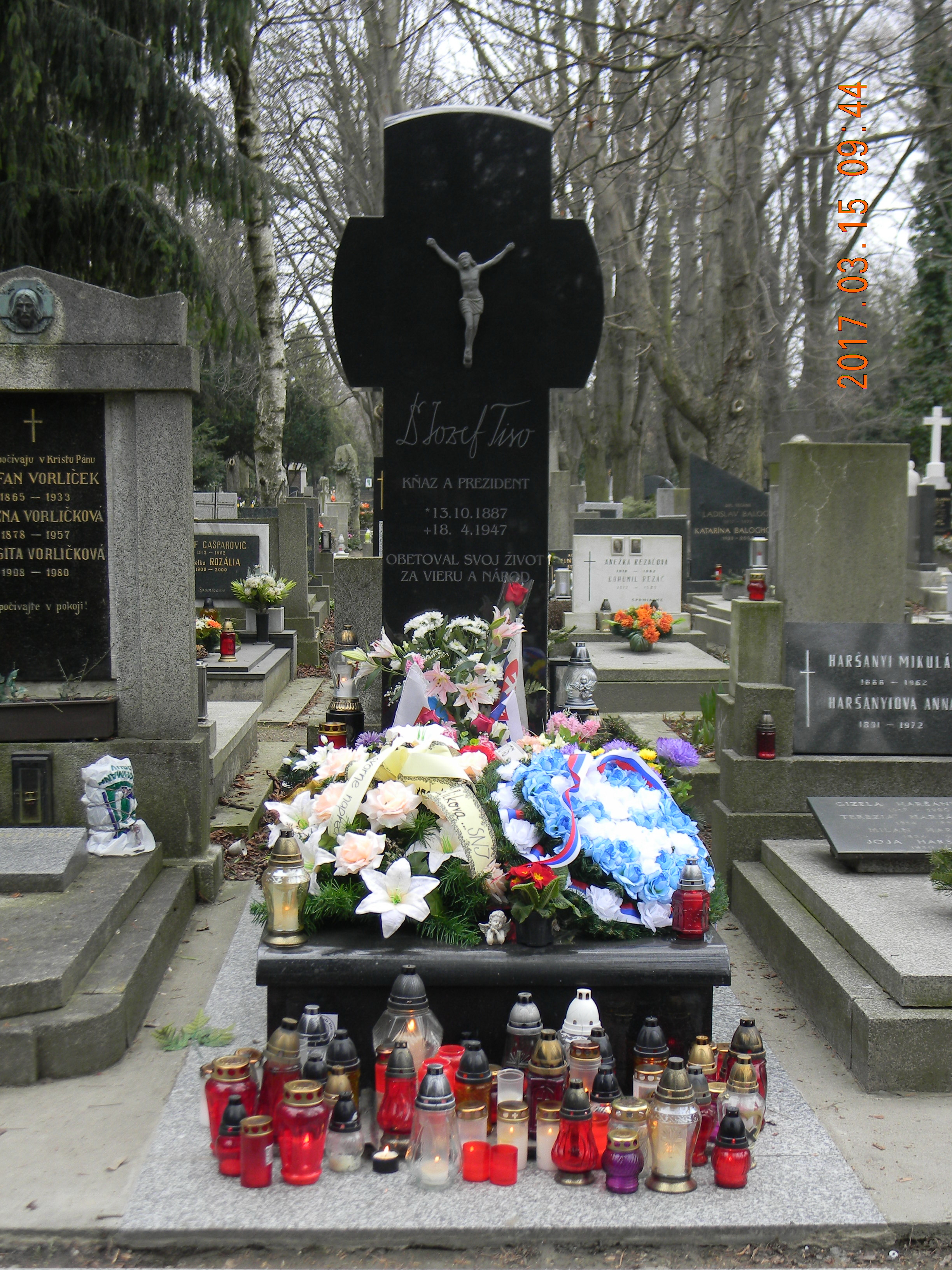
Původní hrob Jozefa Tisa na Martinském hřbitově v Bratislavě v sektoru XIX.

Vynesení rozsudku nevyvolalo na Slovensku žádné větší projevy veřejného nesouhlasu, přestože většina Slováků s provedením popravy nesouhlasila. Poprava byla vykonána oběšením ráno 18. dubna 1947 na nádvoří bratislavské věznice. Tisova mrtvola byla pohřbena v noci z 18. na 19. dubna na Martinském hřbitově v Bratislavě. Už večer 18. dubna se na hřbitově shromáždilo asi 800 osob, které očekávaly Tisův pohřeb. Jejich shromáždění bylo rozehnáno jízdní policií a 17 účastníků bylo zadrženo.
Problematičnost a složitost tehdejší situace vystihuje i údajný výrok slovenského evangelického biskupa Vladimíra Čobrdy z roku 1945: „Ak bude Tiso vydaný, nemôže byť nesúdený, ak bude súdený, nemôže byť neodsúdený a ak bude odsúdený, bude zle!“ Podle Jana Rychlíka tak největší chybou československých úřadů bylo, že vůbec požádaly o Tisovo vydání, a bylo by lépe, kdyby Tiso zůstal v zahraničí. Proces s Jozefem Tisem tak politicky nejvíce posloužil komunistům, kteří jej chápali jako „úder slovenské reakci“ a zároveň z jejich pohledu šlo i o jakousi zkoušku před konečným útokem na Demokratickou stranu.
Určité kontroverze vyvolalo vedení procesu předsedou soudu Igorem Daxnerem. Daxner byl bývalý legionář, komunista a za slovenského státu byl vězněný pro svou odbojovou činnost. Z toho důvodu panovaly pochybnosti o jeho nezaujatosti, které potvrdil i svým nevhodným chováním během soudu, kdy nepřipustil některé svědky obhajoby. Velkou nevoli vyvolalo také jeho svévolné oddělení případu Alexandera Macha. Karel Kaplan označil proces za „politický“, podle Jana Rychlíka jej však nelze srovnávat s politickými procesy 50. let, ve kterých byli obvinění nátlakem nuceni se přiznávat k činům, které nespáchali, ani jej označit za „justiční vraždu“. Proces byl veden podle platného práva, které za zločiny, za které byl Tiso obžalován (zrada na povstání, podíl na deportacích židovského obyvatelstva), prakticky ani neumožňovalo uložit jiný trest než trest smrti. O to více, že Tiso svých činů nikdy nelitoval (na rozdíl od Alexandra Macha) a navíc prohlásil, že kdyby svůj život mohl prožít ještě jednou, postupoval by stejně. Podle dnešního stavu poznání Tiso sám s rozsudkem smrti počítal a vědomě se připravoval na roli „mučedníka slovenské státnosti“. Podle britského historika Tonyho Judta proces s Jozefem Tisem v ničem nevybočoval z tehdejšího chápání spravedlivého procesu v poválečné Evropě (lze-li v tehdejší atmosféře o spravedlivých procesech mluvit) a dostalo se mu srovnatelného zacházení jako např. Pierru Lavalovi ve Francii.

## Ideologie

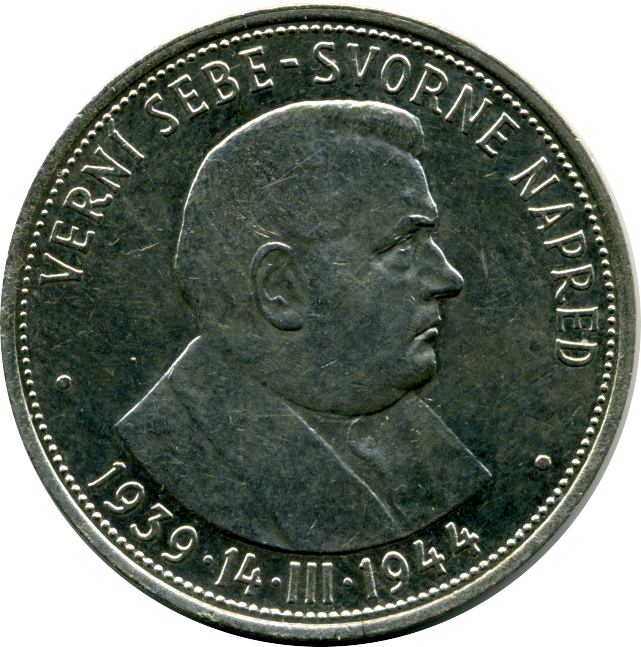
Slovenská mince z roku 1944

Tisova ideologie vycházela z katolické morální teologie a byla silně ovlivněna teorií stavovského státu Othmara Spanna.
Současně převzal myšlenky středověké scholastické filozofie, novoscholastiky a osvícenského naturalismu. Někdy se také přiznával k liberálním hodnotám, ideálům francouzské revoluce a individuální svobodě jednotlivce, výrazněji u něj však převládaly nacionalistické představy a myšlenkový svět romantického nacionalismu. Pro posílení Slováků a k ospravedlnění slovenského nacionalismu vystavěl národní ideologii, která Slovákům přisuzovala ústřední jazykovou a geografickou pozici mezi Slovany.
K tomu se v prosinci 1938 například vyjádřil:
| „                               | Nie sme a nebudeme vyznávačmi imperialistického nacionalizmu. Náš nacionalizmus je mravná sila, ktorá nás viaže k slovenskému kmeňu a tradícii, ktorú pestovali naši otcovia. Náš nacionalizmus nie je biologický pud, ale mravný charakter, nie je nenávisť k nikomu, ale horúca láska k svojeti. (...) Ako kresťania budeme sa riadiť predpisom toho, ktorý nás učí: ‚Miluj blížneho ako seba!‘ (...) Náš nacionalizmus nám káže v plnom rozsahu uplatniť heslo Slovensko Slovákom. | “ |
| — Jozef Tiso, 11. prosince 1938 | |   |

Krátký čas státní samostatnosti Velkomoravské říše pod Svatoplukem a Mojmírem v 9. století hodnotil Tiso jako dosavadní vrchol dějin Slováků. Brojil za středověko-hierarchické uspořádání společnosti se silným vlivem přísně autoritativní římsko-katolické církve. Slováky viděl jako národ, kterému bylo ve stvořitelově plánu určeno stát se nositelem a předvojem obnovení čistého slovanství v politické, morální, náboženské a kulturní oblasti. Než bude moci slovenský národ přijmout tento úkol, musí ale nejdříve být uznán jako národ a podřídit svou vnitřní orientaci křesťansko-katolické tradici. 2. února 1939 Tiso prohlásil před svoradovskými studenty v Bratislavě, že slovenský nacionalismus se nesmí obrátit proti katolicismu, neboť odklon od katolicismu by způsobil odtržení stromu od kořene a odklon národa od jeho dějin.
Tiso se vyslovoval pro slovenskou autonomii uvnitř Československa. Chtěl ji však dosáhnout v souladu se zákony a ústavou. V zahraniční politice byl pro vytvoření katolického západoslovanského bloku, který by spojoval Poláky, Slováky, Chorvaty a v určitých případech i neslovanské Maďary. Jenom takový blok mohl podle Tisa zabránit pronikání „sovětsko-českého komunismu“, fašismu a nacionálního socialismu mezi tyto národy.
V slovenském státě byl Tiso osobou sjednocující slovenské vlastence konzervativně-umírněného křídla HSĽS, které bylo v konkurenčním konfliktu se slovenskými nacisty. Reprezentoval nejen katolické duchovenstvo které ovládalo důležité státní pozice, ale i mladé lidi z laického prostředí, kam patřil například ministr hospodářství Gejza Medrický nebo šéf prezidentské kanceláře Karol Murín.
V souvislosti s otázkami týkajícími se státního zřízení vystupoval za autoritářsky a stavovský režim podle vzoru austrofašistického Rakouska a Salazarova Portugalska.
Ve svých úvahách pro Organizačné zvesti HSĽS napsal:
| „            | Strana je národ a národ je strana. Národ prostredníctvom strany hovorí, strana namiesto národa premýšľa. Čo národu škodí, to strana zakazuje a biľaguje. | “ |
| — Jozef Tiso | |   |

## Postoje k Tisovi

### Dobové postoje Vatikánu
Svatý stolec sice požádal Československo o udělení milosti Tisovi, nicméně dal zároveň najevo, že mu jde spíše o budoucnost vztahů mezi Čechy a Slováky a že neudělení milosti nebude mít žádný vliv na diplomatické vztahy mezi oběma státy. Oprávněnost rozsudku nikdy nezpochybnil a existuje řada dokumentů, které jasně dokládají, že nikdy nezpochybňoval Tisovu vinu a trest smrti nepovažoval za nepřiměřený.
Pokud jde o náhled Vatikánu na provinění Tisa, slavná je zejména neveřejná poznámka biskupa Tardiniho k depeši instruující vatikánského chargé d’affaires na Slovensku Burzia k dalším intervencím proti deportacím Židů do rukou Třetí říše, v níž šéf diplomacie Svatého stolce označuje Tisa za šílence a přisuzuje mu odpovědnost za holokaust na Slovensku.
U soudu byla čtena i oficiální zpráva Burzia Svatému otci o výsledcích intervence u Tisa proti deportacím a násilnostem z roku 1944: „Nenašiel som u prezidenta republiky žiadne porozumenie, ba ani jedného slova súcitu pre prenasledovaných. On vidí v Židoch príčinu všetkého zla a obraňuje zásahy Nemcov proti Židom ako nanútené najvyššími požiadavkami vojny.“

### Postoje k Tisovi na Slovensku v současnosti

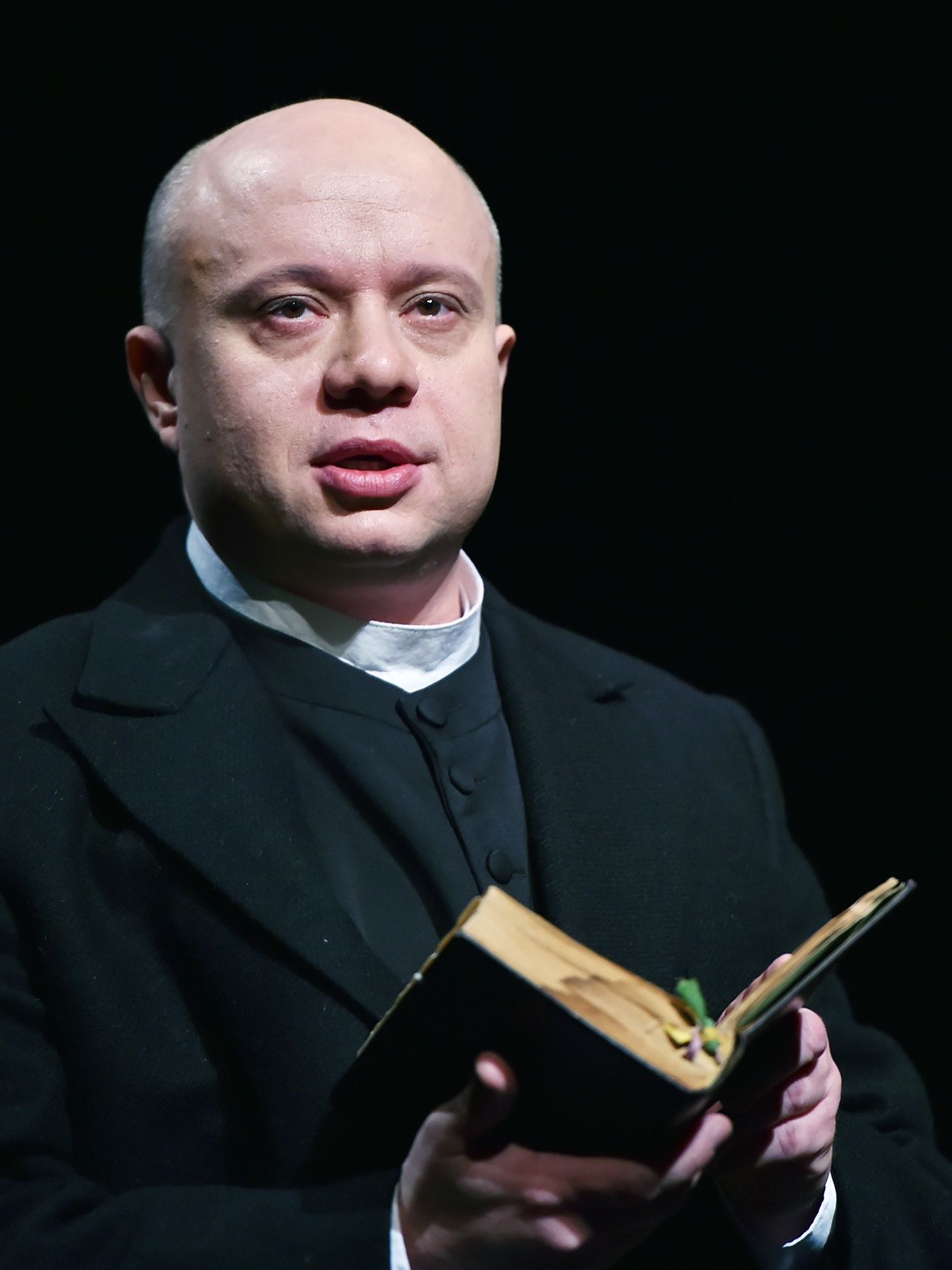
Marián Labuda ml. jako Jozef Tiso v Divadle Aréna (2017)

Slovenská společnost je ve vztahu k Tisovi silně polarizovaná. Odpůrci autoritativního ľudáckeho režimu mu vyčítají deportace židů a podporu potlačení Slovenského národního povstání. V katolicko-konzervativních a nacionalistických kruzích je oceňován jako hrdina, který Slovensko ochránil před pohlcením Třetí říší resp. rozdělením mezi Maďarsko a Polsko. Přívrženci Tisa zdůrazňují především hospodářský a kulturní rozmach, který země během jeho prezidentství zažívala.
Jak uvádí Milan Zemko, negativní hodnocení J. Tisa mezi slovenskou veřejností převažovalo mezi roky 1991–1999. V roce 1991 hodnotilo Tisa negativně 47 % dotázaných. V roce 1999 ho negativně hodnotilo 32,4 %. Pozitivně Tisa naopak hodnotilo v roce 1991 celkem 28,1 % a v roce 1999 20,7 %. Současně s tím rostl počet nerozhodnutých respondentů.
Bývalý generální prokurátor ČSFR Tibor Böhm na půdě Federálního shromáždění prohlásil, že Tiso nebyl válečný zločinec. Po získání nezávislosti Slovenska v roce 1993 se pod vedením Vladimíra Mečiara ani jeden politik od Tisa nedistancoval. Mečiar se během výročí povstání vyhnul jakýmkoliv negativním vyjádřením o Tisovi. V roce 1993 navíc požadoval slovenský diecézní biskup Alojz Tkáč v souvislosti s 55. výročím Hlinkova úmrtí, aby se Češi kolektivně omluvili za Tisovu popravu. Tehdejší český prezident Václav Havel se k tomu vyjádřil, že Jozef Tiso byl odsouzen československým soudem a ne českým národem nebo prezidentem. Na Slovensku však obdržel biskup díky svému pokusu rehabilitovat Tisa velkou podporu, protože Tiso byl v širokých vrstvách společnosti vnímán jako mučedník a symbol slovenské nezávislosti.
V roce 1993 byla ve Varíně přejmenována ulice Ladislava Pfliegela, hrdiny povstání, na ulici Dr. Jozefa Tisa.
V roce 1997 byla v obci Čakajovce (Okres Nitra) odhalena Tisova socha. Byla vícekrát poškozena, přesto ale byla ponechána na místě. 14. března 2000 dal starosta Žiliny a předseda slovenské národní strany Ján Slota umístit v Žilině pamětní desku Tisovi, což vzbudilo vlnu domácích i zahraničních protestů. Deska byla odstraněna po protestech vojáků, členů akademie věd, protifašistických bojovníků a předních osobností veřejného života. Zůstala však pamětní deska na domě, z kterého Tiso v roce 1938 vyhlásil slovenskou autonomii. Další desky na památku Tisa se objevily v Rajci a na prezidentově rodném domě v Bytči.
V roce 2008 celebroval trnavský arcibiskup Ján Sokol mši za Tisa v den výročí Tisovy popravy a chválil dobu slovenského státu jako dobu relativního blahobytu Slováků. Přesto se Sokol v interview vyslovil proti existujícím snahám o blahořečení Tisa.
| „                              | Ja si vážim pána prezidenta Tisa a veľmi vážim, lebo sa pamätám ako dieťa, my sme boli veľmi chudobní, a keď on bol, sme boli teda na úrovni. | “ |
| — Ján Sokol, 27. prosince 2006 | |   |

Dlouholetý předseda KDH Ján Čarnogurský opakovaně tvrdil, že Tiso nenese hlavní politickou odpovědnost za deportace židů. Připouští však, že byl odpovědný částečně. O Tisovi se v minulosti pozitivně vyjádřila řada osobností s prostředí slovenské římsko-katolické církve, kromě arcibiskupa Sokola také kardinál Ján Chryzostom Korec, biskup Rudolf Baláž nebo papežský prelát Viktor Trstenský. Ján Chryzostom Korec v období komunistického režimu v říjnu 1987 jako biskup podepsal Vyhlášení k deportacím Židů na Slovensku, ve kterém on i další představitelé slovenského národa prosili židovský národ o odpuštění. Dne 8. července 1990 však odhalil Tisovi pamětní desku v Bánovcích nad Bebravou, což vyvolalo protesty a pobouřené reakce části slovenské veřejnosti. Po protestech byla deska zahalena a pak demontována. Papežský prelát a nositel vysokého slovenského státního vyznamenání Pribinův kříž I. třídy Viktor Trstenský označil Tisa za umučeného komunistickými soudy za věrnost Bohu, církvi a národu. Místopředseda strany SMER Dušan Čaplovič vyjádřil přesvědčení, že musí být posuzován v kontextu tehdejší doby:
| „ | Keďže bol v politickej funkcii nesie istú politickú zodpovednosť, ale nevidel by som to tak nekompromisne a jednoznačne ako sa často to v médiách prezentuje. | “ |

a místopředseda SNS Jaroslav Paška se vyjádřil:
| „ | Bol postavený pred voľbu, či nechá rozparcelovať Slovensko v prospech okolitých štátov alebo zoberie na seba bremeno udržať v tomto prostredí štát a snažiť sa národ ochrániť pred dôsledkami druhej svetovej vojny. | “ |

Slovenský premiér a předseda SMERu Robert Fico naproti tomu řekl v lednu 2007, že má ke slovenskému státu negativní postoj a považuje Tisův stát za fašistický.
V hodnocení Tisa a Slovenského státu jsou rozděleni i slovenští historici. Jednu stranu tvoří podle Jana Boudníka historikové, kteří vycházejí z kritické analýzy Slovenského státu kam patří například historikové Ivan Kamenec, Dušan Kováč, Ladislav Lipscher a Katarína Hradská. Historik Kamenec se vyjádřil, že „Tiso bol na čele štátu a je zodpovedný za všetko, čo sa tu udialo, i za zločiny proti ľudskosti. Za nastolenie totalitného režimu, za utrpenie a smrť desaťtisícov občanov.“ Druhou stranu nazývá Boudník „nacionalistickým táborem.“ Tito, i když přiznávají určité přehmaty, vysvětlují je především jako nezbytnost nutnou pro přežití samostatného Slovenska. Z tohoto tábora jsou nejčastěji citováni Milan Stanislav Ďurica, Anna Magdolenová či František Vnuk. Podle Eduarda Nižňanského například Ďurica staví Tisa do pozice bojovníků proti nacistickému Německu. Mezi těmito proudy se podle Boudníka vyskytuje řada historiků, která se nedá zcela zařadit ani do jednoho proudu. Sem patří například Martin Lacko.
Podle Nižňanského a podle Zory Hlavičkové se po roce 1989 vrátila na Slovensko z exilu skupina historiků národně-ľudácké orientace. Podle Hlavičkové je ľudácká historiografie v menšině a v izolaci mezi komunitou historiků ale její nacionalistická interpretace má širokou rezonanci v slovenské společnosti a našla si odezvu hlavně mezi starými lidmi, kteří si slovenský válečný režim ještě pamatují.

#### Snahy o beatifikaci
Některé osobnosti, zejména z řad slovenského katolického antikomunistického exilu, usilovaly či usilují o prohlášení Jozefa Tisa za blahoslaveného. Ve prospěch blahořečení se vyjádřil například profesor teologie a historie Milan Stanislav Ďurica či profesor teologie na Villanova University Jozef Papin (†1982). Tyto snahy jsou pochopitelně odmítány ze strany Tisových odpůrců, ale nepodporují je ani mnozí lidé, kteří mají na Tisa pozitivní či spíše pozitivní pohled. Arcibiskup Ján Sokol k tomuto tématu prohlásil, že „Nie je správne, aby boli politici vyhlasovaní za blahoslavených. Politik musí robiť aj kompromisy a blahoslavený musí byť ochotný za svoje presvedčenie aj zomrieť“ Proti svatořečení se stavěl i novinář a politik HZDS Ján Smolec.

### Mezinárodní a český pohled
Mimo Slovenska přisuzuje Tisovi většina historiků spoluodpovědnost a nebo dokonce hlavní vinu za pronásledování židovských občanů na Slovensku. Například pro Tatjanu Tönsmeyer je kritériem k hodnocení ne otázka zda slovenští aktéři věděli, co se děje s deportovanými židy. Rozhodující je pro ni, že pro slovenské politiky bylo důležité, aby se vystěhovaní židé nemohli vrátit. I přes tuto kritiku zohledňuje Tisův údajný odpor německým beraterům, kteří chtěli pokračovat v deportacích po roku 1942 a také připomíná, že odvlečení židů do Polska bylo zdůvodňováno nedostatkem tamějších pracovních sil. Tönsmeyer vnímá Tisa jako chytrého taktika, který lavíroval mezi mocenskými bloky. Jeho zahraniční politiku vidí jako politiku přizpůsobování se a domácí politiku jako autoritativní, nedemokratickou, postavenou na vládě jedné strany a principech stavovského státu. Použitím německých pramenů dochází k opačným závěrům než slovenští exiloví historici jako Ďurica a Vnuk, kteří Tisa chtěli očistit od antisemitismu tvrzením, že Tiso o vraždění židů nevěděl. Tisovi je také připisována odpovědnost za rozpad Česko-Slovenska v březnu 1939.
Německý kardinál a církevní historik Walter Brandmüller se domnívá, že Tiso pronásledování židů schvaloval, ale z hospodářských a nikoliv rasových důvodů. Zdůrazňuje, že po vatikánských protestech deportace zastavil a zohledňuje také náznaky toho, že Tiso údajně uvažoval o rezignaci, což mu ale jeho přívrženci a údajně i zástupci židů rozmlouvali, protože by jinak jeho místo převzal Tuka. V souvislosti s Tisovým antisemitským projevem v Holíči v srpnu 1938, ve kterém deportace označil za křesťanské, zaujal Brandmüller (podobně jako Ďurica) kritickou pozici k autenticitě textu, protože údajně není k dispozici žádný původní dokument.
V souvislosti s Tisovou židovskou politikou jsou zdrojem diskuzí také tzv. prezidentské výjimky. James M. Ward z Queen's University v Belfastu ve své studii o Tisových výjimkách dochází k závěru, že u Tisových výjimek je těžké mluvit o ochraně, protože židé potřebovali ochranu především před Tisovým vlastním antisemitským režimem a také připomíná, že určité typy výjimek uděloval i Hitler. Tiso je mnohými, hlavně neslovenskými autory označován za fašistu, případně vzhledem k jeho kněžství za klerofašistu. Historik a odborník na východní Evropu Jörg Konrad Hoensch však zastává názor, že o klerofašistické ideologii je možné mluvit jenom v případě spojení Tisových a Tukových ideologických představ.
Podle českého historika Jana Rychlíka nese Tiso politickou odpovědnost za vyvezení 58 000 židů ze Slovenska. Dále tvrdí, že není pravda, že by Tiso cokoliv pro židy udělal. V souvislosti s Tisovými výjimkami připomíná, že všechny satelity včetně Německa samotného měly uzákoněny určité typy výjimek. Tvrzení o tom, že Tiso pomáhal Židům, považuje Rychlík za mýtus slovenské katolické církve, protože je jí nepříjemné přiznat, že by slovenský kněz mohl spáchat něco špatného. Snahy o autonomii považuje Rychlík za obecný jev uvnitř slovenské společnosti, negativně však hodnotí odmítání demokracie a totalitarismus HSĽS.